# Cathédrale Saint-Corentin de Quimper
La cathédrale Saint‑Corentin de Quimper (breton : Iliz-veur Sant-Kaourintin) est une cathédrale catholique et une basilique mineure placée sous le patronage de Notre-Dame et du premier évêque légendaire dont elle porte le nom, saint Corentin. Elle est située dans le centre-ville de Quimper, chef-lieu du département du Finistère, en Bretagne. Siège du diocèse de Quimper avant la Révolution française, le bâtiment est depuis 1801 le siège du diocèse de Quimper et Léon. Elle est une des sept cathédrales étapes du Tro Breiz.
Le monument actuel de style gothique est édifié au XIIIe siècle sur la base d'édifices plus anciens, et achevé sous le Second Empire. Il présente une apparente unité architecturale malgré un chantier permanent durant six siècles, marqué d'hésitations, d'arrêts dans la construction et de repentirs.
Classée Monument historique sur la liste de 1862, la cathédrale est entièrement restaurée dans les années 1990 et 2000 qui voient la consolidation de ses structures et la restitution partielle de sa polychromie originelle plus vive.
La cathédrale est considérée comme l'élément majeur du patrimoine quimpérois, attirant de nombreux touristes venus admirer ses flèches culminant à plus de 75 mètres au-dessus du sol et encadrant la statue du roi légendaire Gradlon.

## Histoire
La cathédrale actuelle occupe un emplacement où plusieurs sanctuaires se sont succédé et dont l'historien sait peu de choses, faute de textes et de fouilles archéologiques.

### La cathédrale pré-romane
Une cathédrale est élevée sous l'épiscopat de Félix (titulaire du siège de Cornouaille en 832), déposé par Nominoë en 848 sous prétexte de simonie, mais plus probablement en raison de son origine ou de son obédience franques.

### La cathédrale romane

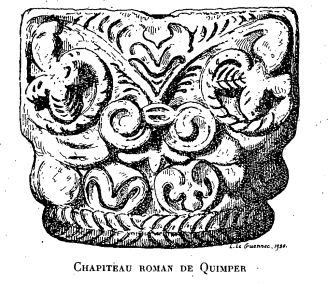
Le chapiteau conservé au musée départemental breton, unique vestige de la cathédrale romane.

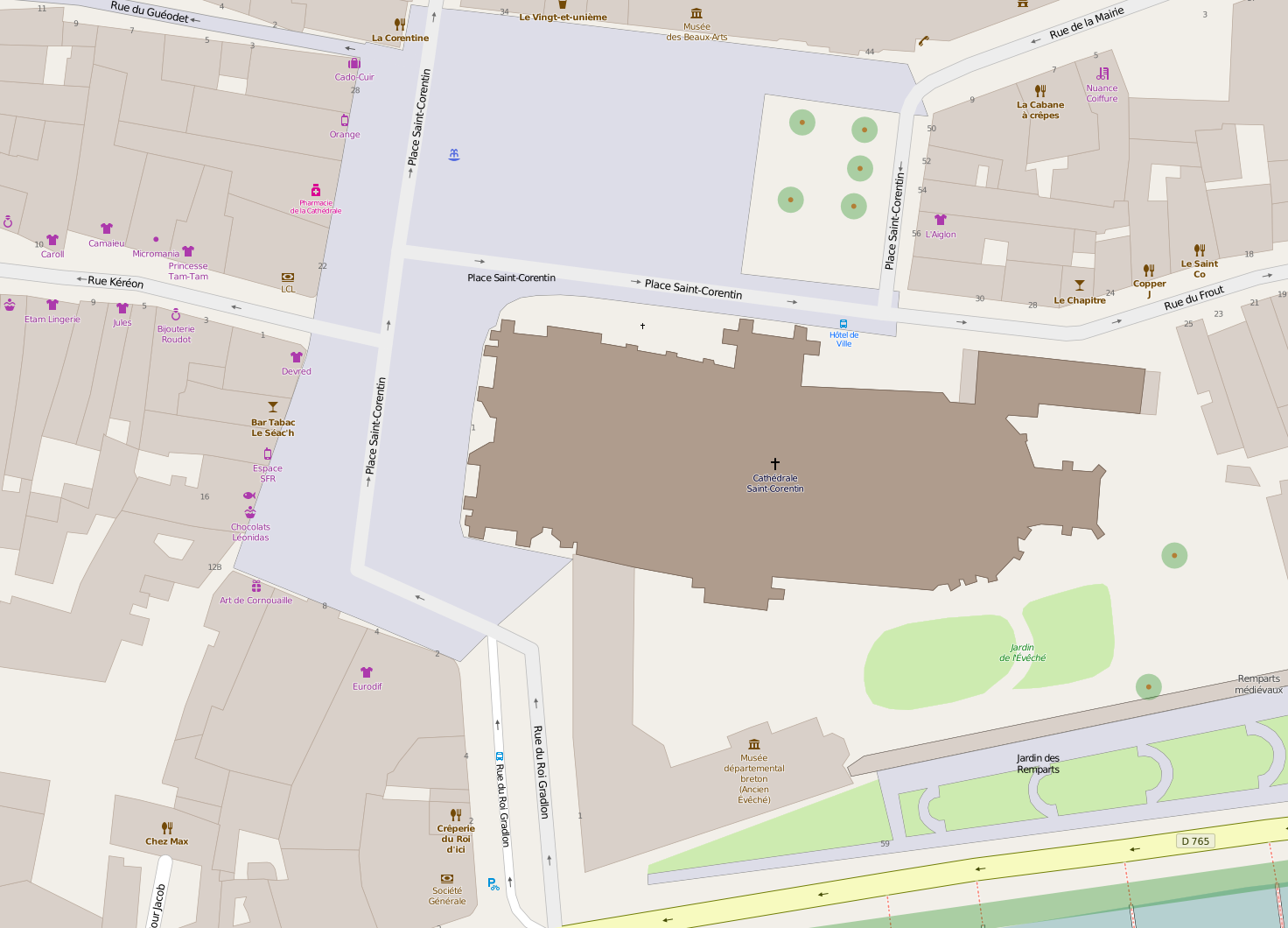
La situation de la cathédrale.

Bien qu'attestée en 1128 et en 1424, la cathédrale romane n'a pas fait l'objet d'études historiques, ni de fouilles archéologiques. On ignore donc pour l'essentiel ses caractéristiques et l'époque de sa construction. Le seul vestige connu est un chapiteau sculpté retrouvé en 1879 dans la façade d'une maison à proximité de la cathédrale. Aujourd'hui, cet élément lapidaire est conservé au Musée départemental breton de Quimper. De forme presque cubique, il est orné dune couronne de feuillages débordants dont les tiges forment aux angles des quatre-feuilles et pourrait provenir du rond-point de la cathédrale. Il a sans doute été produit dans le dernier quart du XIe siècle.
On connaît cependant divers éléments sur les alentours de la cathédrale à la période romane : sa place au cœur du réseau viaire concentrique du Quimper médiéval permet néanmoins de supposer que sa construction est liée à la réorganisation de l'espace public situé aux alentours. En effet, ainsi que l'ont démontré les fouilles archéologiques, l'actuelle place Laënnec accueille à partir de 1060–1080 un grand cimetière traversé par des allées convergeant vers la nef de l'actuelle cathédrale gothique, emplacement supposé de la cathédrale romane. Jean-Paul Le Bihan émet l'hypothèse que ce grand projet urbain est ordonné par le duc de Bretagne et comte de Cornouaille Hoël II de Bretagne, dont la famille a fréquemment été associée à la charge d'évêque de Quimper. Le culte de saint Corentin est également très vivace chez les princes cornouaillais. Cette période de construction, commençant aux alentours de 1070, est compatible avec le chapiteau roman mentionné plus haut.
La cathédrale appartenait en tous cas à un ensemble qui comprenait également un baptistère, sans doute de plan circulaire et construit à l'arrière du chevet roman ; cette hypothèse s'appuie sur la découverte en 1992 des vestiges d'une abside sous le bras nord du transept gothique. Cet édifice était encore attesté en 1440. S'y ajoutait une chapelle consacrée à la Vierge, issue d'une fondation comtale en 1031.
Jean-Paul Le Bihan fait également l'hypothèse que l'emplacement de la cathédrale romane, sous la nef de l'actuelle cathédrale gothique, aurait permis la conservation d'un monument plus ancien le temps des travaux et situé sous le chœur de l'actuelle cathédrale gothique. Cet emplacement est également davantage à l'abri des grandes marées qui peuvent remonter le cours de l'Odet.
Les spécialistes ne s'accordent pas sur la date de la démolition de la cathédrale romane : d'après René-François Le Men, le chœur de la cathédrale romane est démoli en 1424 pour laisser place aux travaux de construction de la nef gothique. Jean-Paul Le Bihan pense quant à lui que c'est la cathédrale entière qui a été démolie à cette occasion.

### La cathédrale gothique

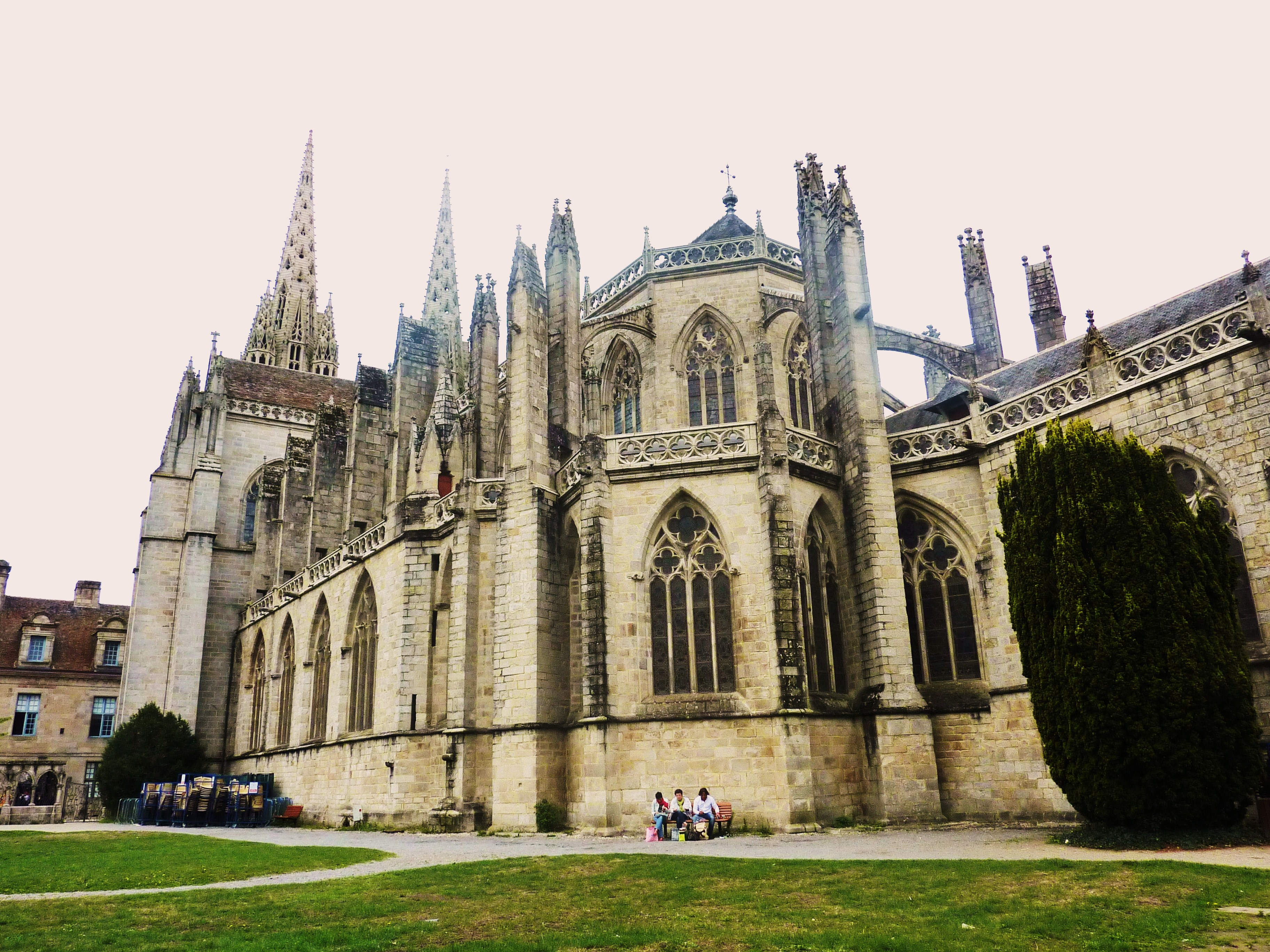
Le chevet gothique de la cathédrale.

La cathédrale gothique est construite en deux phases principales : d'abord le chevet gothique rayonnant, aux XIIIe et XIVe siècles, puis la façade, la nef et le transept gothiques flamboyants, au XVe siècle.

#### L'édification du chevet
Les recherches de René-François Le Men dans la seconde moitié du XIXe siècle ont conduit l'historiographie traditionnelle de la cathédrale à dater le lancement du chantier du chevet sous l'épiscopat de l'évêque Rainaud, chancelier de Pierre Ier de Bretagne, d'après divers éléments : la concession en 1239, pour des travaux à réaliser à la cathédrale, des annates de toutes les églises du diocèse ; l'origine française du prélat qui expliquerait le caractère rayonnant de la construction ; enfin la présence d'un enfeu portant le nom de Raynaldus dans la travée d'axe du déambulatoire, le défunt étant identifié à l'évêque Rainaud. Cette hypothèse est également appuyée sur l'emplacement des tombes des évêques Hervé de Landeleau, mort en 1261, attesté au milieu du chœur des chanoines au XVIIe siècle, et d'Yves Cabellic, mort vers 1280, qui aurait été inhumé dans la deuxième chapelle nord du déambulatoire.
La chronologie proposée est la suivante : le chantier est lancé en 1239, mais progresse lentement ; en 1261, à la mort de Hervé de Landeleau, les piliers du chœur sont déjà implantés ; vers 1280, le déambulatoire nord est au moins en cours de construction. Le premier niveau d'élévation, à tout le moins du rond-point, serait achevé vers 1287, date à laquelle il serait consacré et servirait au culte, tandis que la chapelle dite Notre-Dame de la Victoire serait terminée en cette fin de XIIIe siècle et consacrée en 1295. Le déambulatoire sud serait ensuite construit dans les années 1330, avant une interruption du chantier par la guerre de Succession de Bretagne. Le chevet n'est alors achevé que sous l'épiscopat de Gatien de Monceaux qui fait bâtir et peindre les voûtes hautes entre son accession à l'épiscopat en 1408 et 1416.
Yves Gallet propose une autre chronologie de la construction, avec une datation du chantier beaucoup plus tardive. Il distingue cinq campagnes de travaux distinctes : la première correspondrait aux piles de la travée droite du chœur ; la deuxième à l'enveloppe extérieure correspondant à cette travée droite, avec le déambulatoire et les quatre chapelles de chaque côté avec leurs murs de refend, ainsi qu'à la chapelle d'axe ; la troisième à l'implantation des cinq piles du rond-point, à l'achèvement des grandes arcades du chœur et sans doute au voûtement des travées droites du déambulatoire ; la quatrième à une reprise des piles d'axe du rond-point côté déambulatoire, sans doute pour améliorer la jonction à faire avec la chapelle d'axe ; enfin  la cinquième voyant l'édification de la partie tournante du déambulatoire et de l'enveloppe extérieure des chapelles rayonnantes avec leurs voûtes communes sexpartites. Les datations qu'il propose pour ces différentes étapes reposent sur des comparaisons stylistiques entre les voûtes de la partie tournante du déambulatoire, construites lors de la cinquième et dernière campagne de travaux, et divers édifices, parmi lesquels les cathédrales de Chester et d'Exeter et la collégiale Notre-Dame d'Uzeste. Ces comparaisons lui permettent de proposer une datation dans le premier tiers du XIVe siècle, peut-être à partir des années 1310 ou 1320, pour cette partie du chantier. À partir de là, en remontant dans le temps, il situe la quatrième phase de construction dans les années 1300–1310, la troisième campagne ayant eu lieu dans ces années 1300. La deuxième phase aurait alors eu lieu à la fin du XIIIe siècle et au tout début du XIVe siècle, ce qui lui permet de réintégrer la consécration de la chapelle Notre-Dame de la Victoire en 1295 dans la chronologie. Le chantier, dans cette perspective, aurait été lancé dans les années 1280–1290. Il s'inscrirait alors dans un ensemble de travaux urbains qui comprennent la fermeture du cimetière situé sur le côté nord de la cathédrale et la construction d'une enceinte fortifiée, associée avec le détournement du Frout, affluent de l'Odet, qui coulait initialement à proximité de la cathédrale. La chronologie proposée par Yves Gallet s'accorde ensuite avec celle de l'historiographie traditionnelle, pour voir dans l'arrêt du chantier la conséquence de la guerre de Succession de Bretagne, jusqu'à la reprise de la construction avec les voûtes hautes sous l'épiscopat de Gatien de Monceaux.

#### L'édification de la nef
Sous l'impulsion de l'évêque de Cornouaille Bertrand de Rosmadec, la première pierre de la façade est posée le 26 juillet 1424. Le chantier revêt un enjeu politique, et le duc Jean V de Bretagne est impliqué dans les travaux. Le transept et la nef d'édifice précédent, qui avaient subsisté jusque-là, disparaissent progressivement par enveloppement.
Une première étape de la construction voit l'érection de la façade avec la souche des deux tours, des portails des baptêmes, au nord, et Sainte-Catherine, au sud. Cette partie des travaux est achevée avant 1433, car les portails portent les armes de la duchesse Jeanne de France, morte à cette date. Les chapelles du collatéral sud suivent immédiatement, ainsi qu'une partie de celles du collatéral nord. Suivent des travaux de raccordement du chevet rayonnant, avec l'amorce des murs ouest et est des transepts. Puis on implante les piles du haut vaisseau central, d'abord celles séparant les deuxième et troisième travées, suivies d'une paire de piles cylindriques entre les première et deuxième travées.
On lance alors le voûtement des premières travées du collatéral sud, puis dans un second temps celles du collatéral nord, en même temps qu'on construit les chapelles correspondantes qui manquaient jusque-là. Cette phase de construction peut être datée par la présence sur la clé de la voûte de la deuxième travée du collatéral nord des armes du chanoine Pierre de Quenquis, mort en 1459. À la même époque, les trois travées orientales du vaisseau central sont également construites, ainsi que les voûtes des travées orientales des collatéraux, et les derniers éléments de la cathédrale précédente sont démolis. Par la suite, les parties hautes de la nef sont bâties et reçoivent leur charpente avant 1467 ; elles ne sont cependant voûtées et peintes qu'en 1489-1493, après la construction du transept.
La construction du transept se fait dans la seconde moitié du XVe siècle : la couverture est commandée en 1467 ; la flèche de croisée suit l'année suivante. Le bras nord est construit en dernier, à partir de 1475 ; il est achevé en 1486, de même que la voûte de la croisée. Enfin, les travaux de la façade n'ayant pas été jusqu'à l'érection des flèches, on entreprend ce chantier sous l'épiscopat de Claude de Rohan, sans aller très loin : ces flèches ne sont achevées qu'au XIXe siècle.

### LeXVIIesiècle

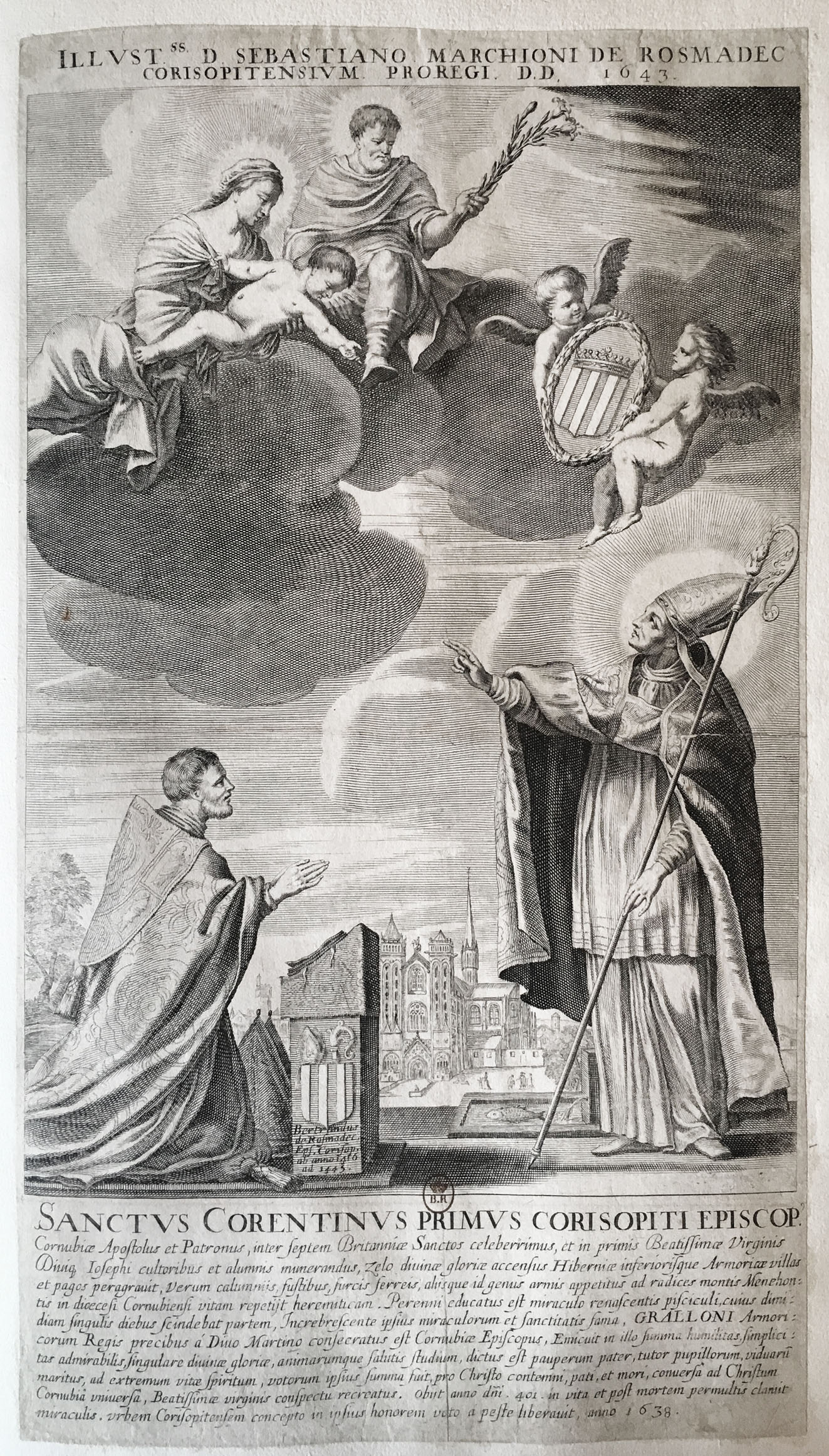
Saint Corentin et Bertrand de Rosmadec. Dédié à Sébastien de Rosmadec, gouverneur de Quimper (décédé en 1646), date de 1643. Saint Corentin était évêque de Quimper au Ve siècle. À droite, Saint Corentin bénissant Bertrand de Rosmadec, évêque de Cornouaille (1416-1444), agenouillé, à gauche. Au fond, la cathédrale de Quimper.

Le 10 août 1613, un incendie ravage la toiture de la tour nord.
Le 16 février 1620, la flèche de la tour de plomb est touchée par la foudre. Les chanoines du chapitre approchent les saintes reliques des flammes ; peine perdue, l'incendie poursuit ses ravages, malgré l'emploi de 150 barriques d'eau et d'une cinquantaine de charretées de fumier. Pour lutter contre ce fait de sorcellerie, les chanoines décident alors de jeter dans le brasier un pain de seigle renfermant une hostie et d'asperger le feu d'eau bénite mélangée à du lait de femme. Miraculeusement, le démon quitte les flammes et le feu s'éteint, mais le clocher est totalement ruiné. La légende affirme que le pain de seigle contenant l'hostie fut retrouvé intact au milieu des cendres. Cette anecdote est connue sous le nom du « diable de Quimper-Corentin ».
Dans les années 1640, l'intérieur de la cathédrale est modifié par l'édification de plusieurs nouveaux aménagements : un jubé en 1643, puis en 1643–1646 un orgue avec sa tribune, dus au facteur d'orgues Robert Dallam.

### La Révolution française et le début duXIXesiècle

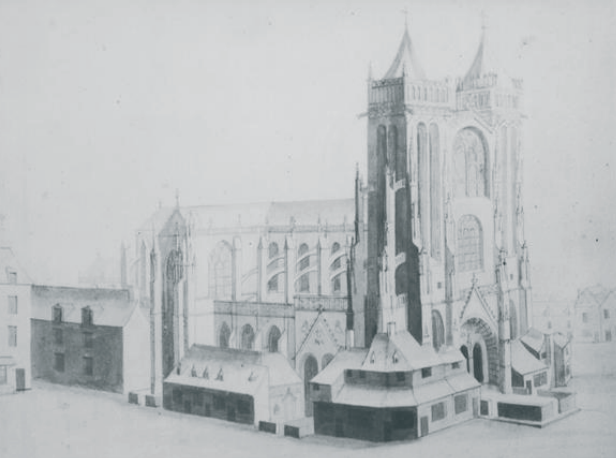
La cathédrale flanquée de ses échoppes, vers 1740.

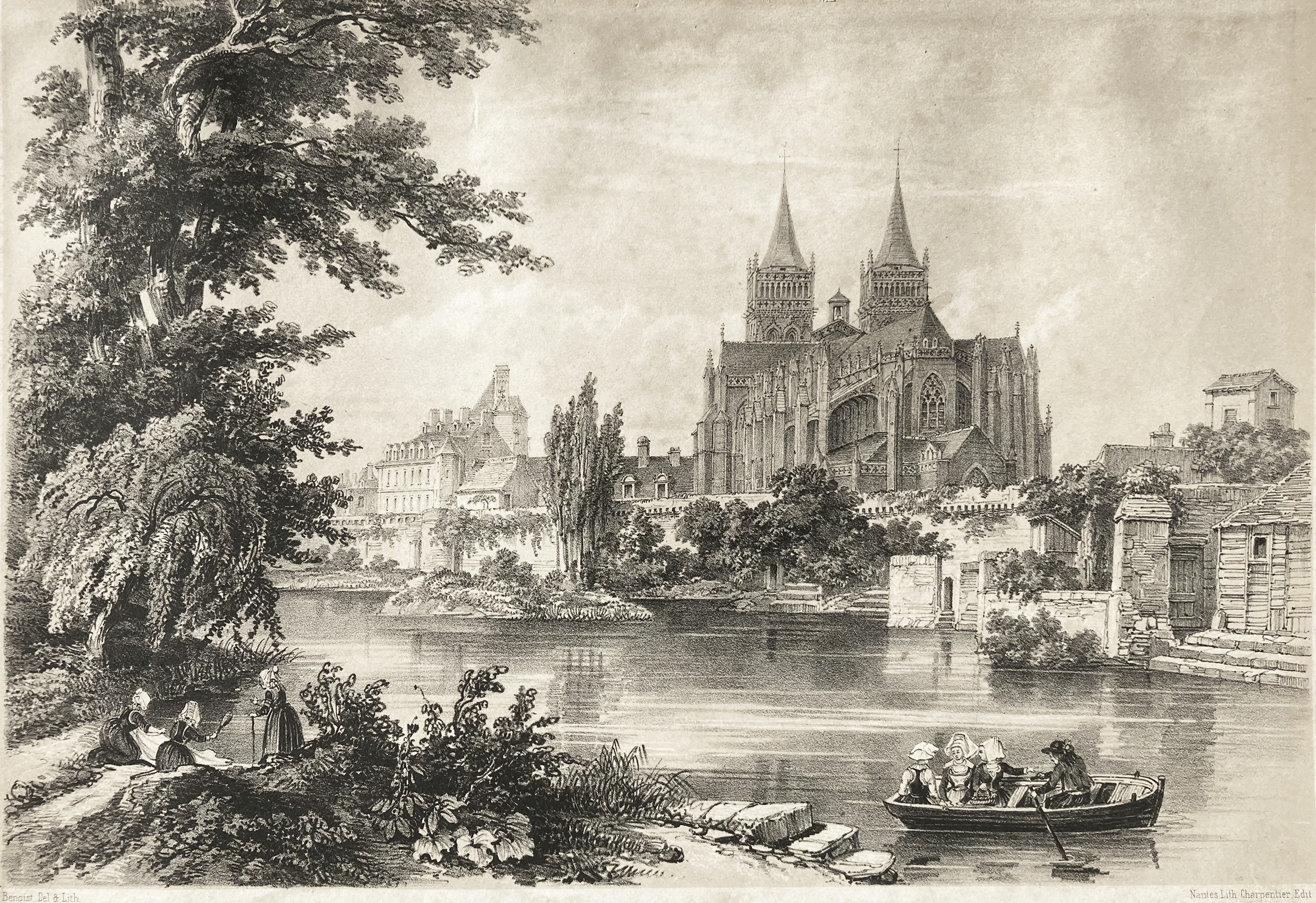
La cathédrale en 1845-1846 avant les flèches dressées par Joseph Bigot, dessin de Benoist et lithographie de Charpentier, Nantes.

Sous la Révolution française, la cathédrale est transformée en temple de la Raison. Les échoppes fabriciennes accrochées aux flancs de la cathédrale sont converties en débits de boisson. Mobilier, objets sacrés et statues polychromes sont brûlés ou dispersés. Le jubé et la clôture de chœur sont alors détruits, et la seconde est remplacée par une grille en fer.
Selon la tradition locale, un menuisier, Daniel Sergent, réussit à soustraire aux profanations les prétendues reliques de saint Corentin et celles du bienheureux Jean Discalceat et les transporter en l'église d'Ergué-Armel. Le bâtiment n'est rendu à sa vocation religieuse qu'avec le Concordat. Seules les reliques de saint Corentin sont restituées à la cathédrale.
Le XIXe siècle n'est pas exempt de vandalismes à son tour : le portail ouest est défiguré en 1820, et surtout l'ossuaire est détruit en 1847.
À Quimper, vers 1838, les cabarets les plus prospères jouxtaient la cathédrale ou y étaient accolés. L'un d'eux avait même une porte donnant directement sur le porche. « Parfois on entend des chants bachiques se mêler aux chants religieux ». En sortant, on urine volontiers contre le temple sacré. La municipalité fait détruire plusieurs de ces cabarets ; l'effet ne fut pas merveilleux : leur emplacement servit d'urinoir et de dépôt d'ordures.

### La restauration et l'érection des flèches auXIXesiècle

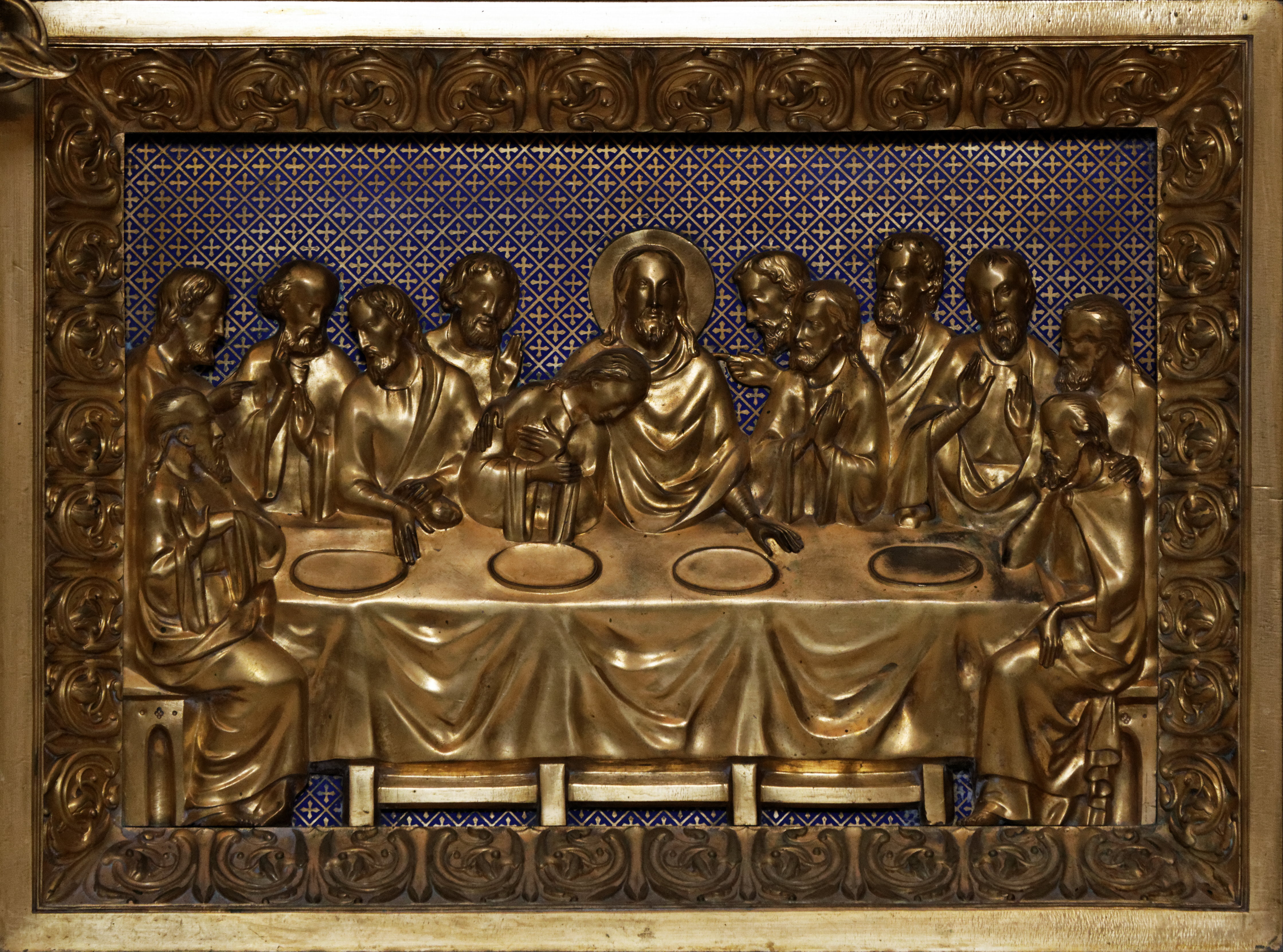
Médaillon représentant la Cène sur l'autel d'onyx de Poussielgue-Rusand, chapelle du Sacré Cœur.

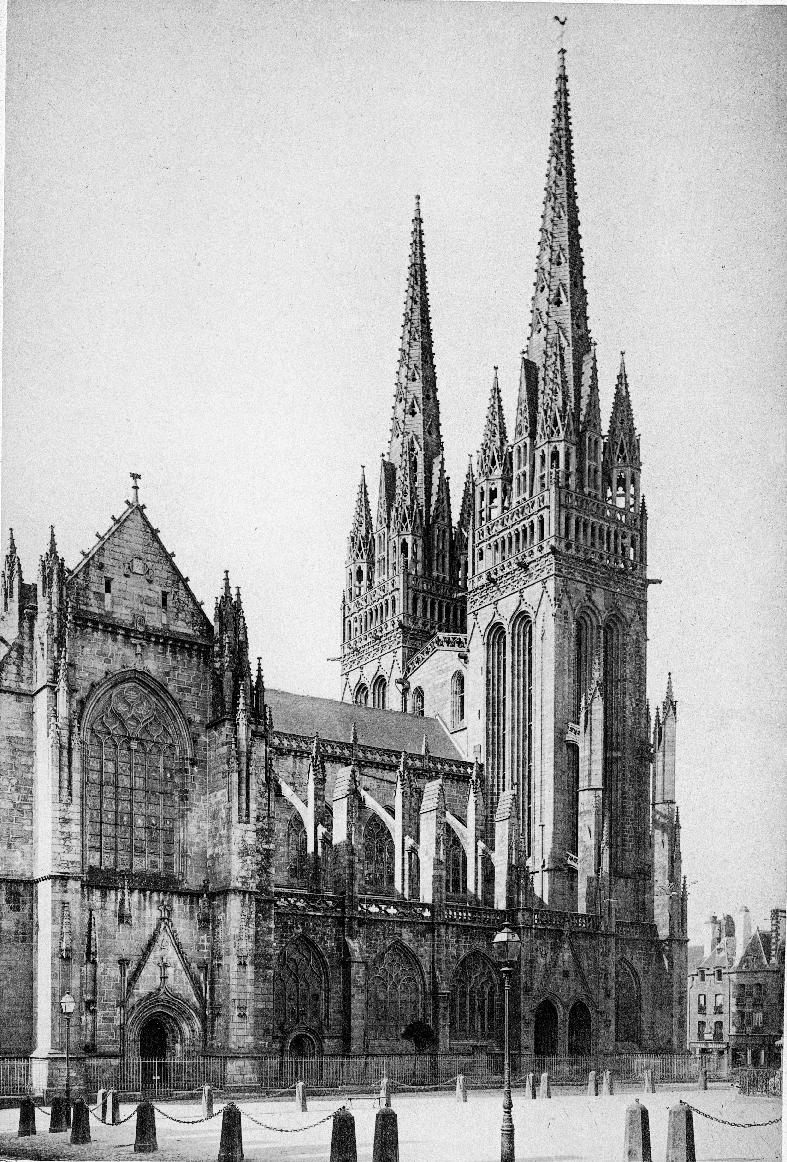
Cathédrale au XIXe siècle - photo de Joseph Villard.

Sous l'impulsion de Joseph-Marie Graveran, gagné aux reconstitutions d'Eugène Viollet-le-Duc, une importante campagne de restauration, qui dure plusieurs décennies est confiée à l'architecte diocésain Joseph Bigot. Joseph-Marie Graveran décide notamment de reprendre le projet des flèches qui avait été ébauché sous l'épiscopat de Claude de Rohan au XVIe siècle. Il impose aux fidèles le « sou de saint Corentin », consistant pour chaque habitant du diocèse à donner un sou par an, pendant cinq ans, pour financer les travaux d'un coût de 150 000 francs. Les flèches néo-gothiques sont dressées en 1854 par Joseph Bigot ; elles sont réalisées de 1854 à 1856 par le maître-maçon Pierre Nestour et le tailleur de pierres Corentin Quéré. En parallèle, le peintre-verrier Émile Hirsch réalise pour l'édifice jusqu'en 1875 23 verrières, toujours sous la direction de Joseph Bigot.
Pour l'aménagement intérieur, René-Nicolas Sergent confie également au peintre Yan' Dargent (1824–1899) l' ornementation picturale des murs du pourtour du chœur des chapelles de scènes tirées de l'évangile et de La Légende dorée. Ces travaux de peinture sont conduits entre 1871 et 1883 en utilisant la technique de la peinture à la cire et à l'huile appliquée sur un enduit sec. Parmi ces peintures, on trouve quelques scènes d'histoire locale : Le père Julien Maunoir recevant le don de la langue bretonne, ou Le vénérable Dom Michel Le Nobletz prêchant à une foule en Bretagne,.
La clôture de chœur est commandée au ferronnier et serrurier parisien Jules Everaert. Il réalise de 1866 à 1868 une grille de fer forgé d'1,70 m de hauteur. En 1875–1876, le même artisan met en place une grille en fer ouvré au-dessus des stalles en châtaignier. Le fameux « autel d'or » (ancien maître-autel de la cathédrale en chêne recouvert de bronze doré et émaillé, sous un baldaquin à séraphins, œuvre de l'orfèvre Placide Poussielgue-Rusand et du statutaire Adolphe-Victor Geoffroy-Dechaume, d'après les dessins d'Émile Boeswillwald) présenté à l'exposition universelle de 1867 est un présent de Napoléon III, premier chef d'État français à se déplacer officiellement à Quimper.
La cathédrale est classée monument historique par la liste de 1862.

### La cathédrale au début duXXIesiècle

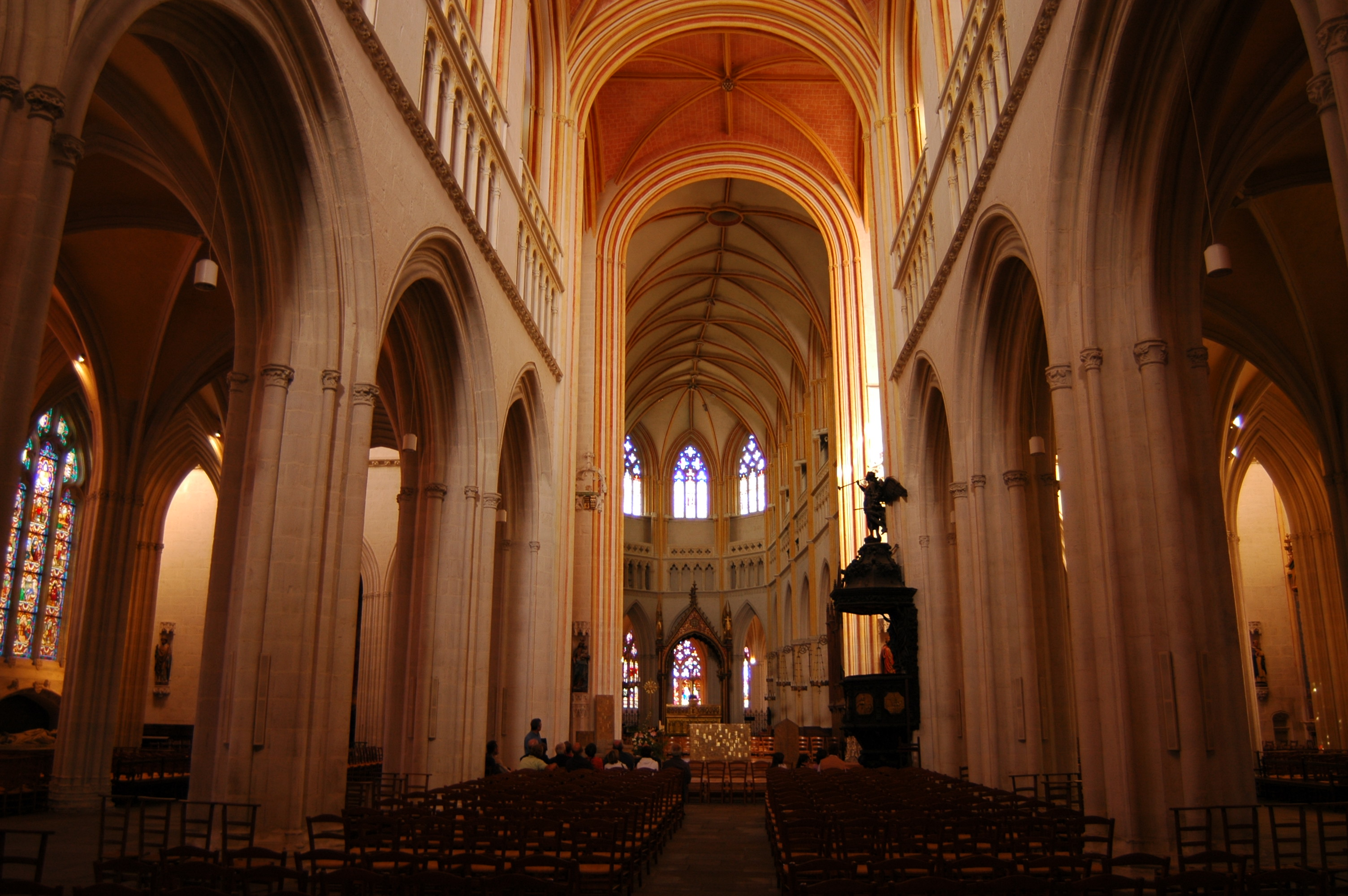
Nef de la cathédrale : restitution partielle de la polychromie avec les voûtains ornées d'un faux appareil, les murs et colonnes chaulés, les enduits colorés de la voûte avec ses nervures ocrées.

Malgré l'importante campagne de restauration menée dans la seconde moitié du XIXe siècle par l'architecte diocésain Joseph Bigot, l'édifice souffre de désordres qui nécessitent une reprise des travaux dans le cadre des lois de programme sur les monuments historiques de 1989–1993 et 1996–1999. La cathédrale Saint-Corentin fait ainsi l'objet d'opérations de rénovation durant près de vingt ans, subventionnées par le ministère de la Culture, par le biais de la Conservation régionale des Monuments historiques, service de la DRAC Bretagne.
Il faut notamment consolider les structures de la cathédrale, car dès 1982, des études ont montré des fissures dans les voûtes du chœur malgré le remplacement, par l'architecte diocésain Joseph Bigot, des tirants métalliques installés dès 1777. Cela suppose le recentrement des charges pour pallier le déversement des culées d'arcs-boutants. La restauration a également porté sur le remplacement des pierres abîmées, le traitement des badigeons et la création d'un mobilier liturgique contemporain (maître-autel, cathèdre et ambon), dû au sculpteur Pierre Manoli en 1999. Le choix d'une restitution seulement partielle de la polychromie a fait l'objet de controverses, y compris au service des Monuments historiques dont plusieurs architectes ont critiqué le manque d'audace ou la décoration aseptisée. Cependant, elle repose sur les découvertes qui ont été faites lors de la restauration et sur les mentions et descriptions anciennes : dans le chœur, un décor d'ocre jaune et rouge sur les nervures, contrastant avec des voûtains simplement chaulés ; dans la nef, la même polychromie est appliquée sur les nervures, quand les voûtains reçoivent un badigeon à décor de fausses pierres ocres rouges séparés par de faux joints clairs.
Le chœur restauré de 1988 à 1993 est inauguré à la Saint Corentin les 12 et 13 décembre 1993. L'architecte Benjamin Mouton a dirigé les travaux de restitution de la polychromie des voûtes, en faux appareillage de brique rouge. La nef et son transept sont restaurés de 1995 à 1999, le grand orgue de 1995 à 2003, les tours et des flèches de 2004 à 2007, le portail occidental qui souffrait de nombreux maux (desquamation, désagrégation due à l'action des sels solubles, fissures dues aux efforts de compression, érosion due aux pluies battantes, croûtes noires dues à la pollution, développement de végétaux) de 2007 à 2008. L'inauguration du portail occidental, le 12 décembre 2008, marque la fin de ce travail de restauration.

## Description

### Dimensions
Les principales dimensions de la cathédrale sont les suivantes :
| Longueur totale                                  | 92,45 m (du portail au fond de l'abside) |
| Longueur du transept                             | 36 m                                     |
| Longueur de la nef                               | 36 m                                     |
| Hauteur voûte du vaisseau central (nef et chœur) | 20,20 m                                  |
| Largeur du vaisseau central                      | 8 m (nef) 9 m (chœur)                    |
| Hauteur des tours                                | 40 m                                     |
| Hauteur des flèches                              | 35,40 m                                  |
| Largeur de la façade                             | 34 m.                                    |

### Plan

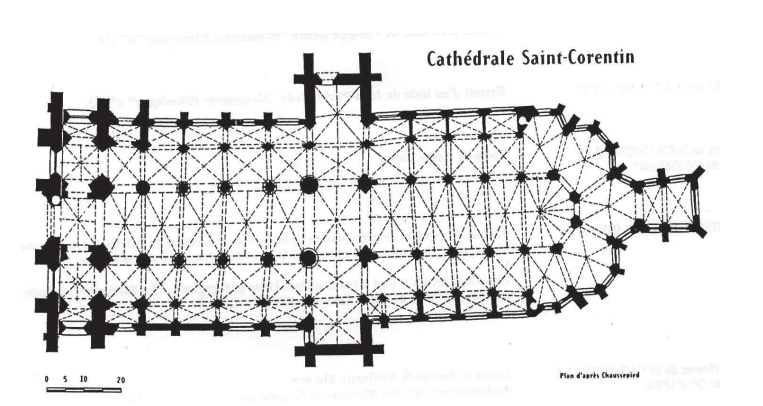
Plan de la cathédrale montrant le « désaxement ».

La cathédrale a un plan en croix latine et possède la particularité d'avoir une déviation vers la gauche de l'ordre de 10° de l'axe du chœur par rapport à la nef. Plusieurs hypothèses ont été données pour expliquer ce « désaxement » :
- hypothèse la plus vraisemblable : contrainte due à la configuration du terrain (« désaxement » pour éviter le sol humide trop instable proche de la rivière) qui empêche de modifier l'axe de la cathédrale romane ;
- choix symbolique de rappeler la position de la tête du Christ sur sa croix ;
- choix rationnel de raccorder l'édifice à la chapelle romane de la « Victoire » qui était alors une structure indépendante et un symbole important de la mythologie comtale (mémorial de la victoire du comte de Cornouaille Alain Canhiart sur son suzerain Alain III de Bretagne en 1031) avant de devenir la chapelle axiale ;
- présence du palais épiscopal au sud et de l'urbanisme naissant, avec ses axes comme la rue Kéréon et la place sur laquelle la façade de la cathédrale ne pouvait être placée en biais, ce qui interdit de prolonger l'axe gothique du chœur et impose de conserver l'orientation de la nef romane[39].

### Extérieur

#### Façade

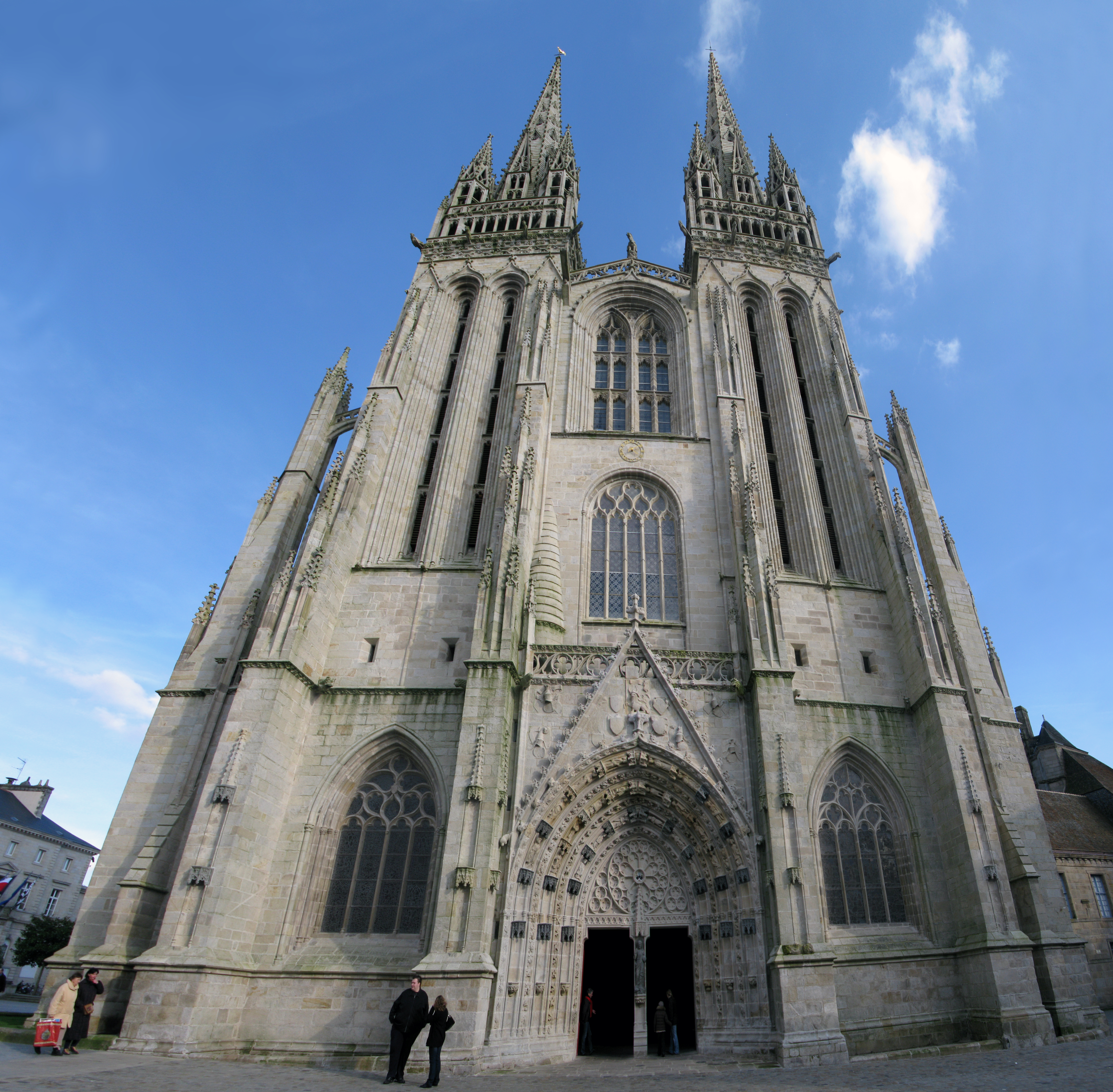
La façade occidentale.

La façade harmonique tripartite à deux tours, débutée au XVe siècle et finalisée sous l'épiscopat de Joseph-Marie Graveran, a un style resté proche du gothique normand du XIIIe siècle, seuls des détails comme les remplages témoignant d'un environnement flamboyant. Elle a comme originalité de n'avoir qu'un portail central encadré par deux grandes baies en tiers-point, les deux portails latéraux étant déportés sur les façades nord et sud, au niveau de la première travée des bas-côtés. Ce porche est surmonté d'un mur pignon triangulaire percé de deux grandes baies superposées en plein cintre dont le maillage orthogonal traduit l'influence de l'architecture anglaise car il n'est pas sans rappeler la chœur des Anges de la cathédrale de Lincoln.
Les tours hautes de 75 mètres (les flèches font quant à elles 36 mètres), sont influencées des clochers normands et découlent des recherches de la chapelle de Notre-Dame-du-Mur à Morlaix, du clocher de la chapelle Notre-Dame du Kreisker et de la flèche de l'église Saint-Pierre de Caen. Les deux tours sont percées de baies très allongées et couronnées par deux galeries ajourées et superposées, cette formule originale étant reprise et adaptée à de nombreuses églises rurales de la Bretagne occidentale.
Les flèches ne datent que du milieu du XIXe, entre 1854 et 1856, réalisées par l'architecte Joseph Bigot. Elles sont inspirées en grande partie de celle de l'église Notre-Dame-de-Roscudon de Pont-Croix, datant du milieu du XVe siècle, et dans une moindre mesure de celle de la chapelle Notre-Dame du Kreisker à Saint-Pol-de-Léon. Elles prennent leur appui sur la plateforme qui présente une galerie de couronnement composée de trois registres : deux rangs étroits de quatre-feuilles ou de soufflets encadrant une suite d'arcatures brisées et trilobées. Quatre clochetons de forme octogonal encadrent aux quatre points cardinaux quatre baies divisées par un meneau central, surmontées d'un gable ajouré. Dans la partie supérieure de la flèche s'échelonnent des quatre-feuilles ajourées, surmontés de petits gables à crochets et fleuron. Les huit ouvertures situées au sommet sont empruntés au Kreisker. Les arêtes des angles sont ornés de crochets.
La travée centrale de la façade est épaulée par une double rangée de contreforts ornés de niches superposées et couronnées d'un dais, amortis de pinacles et surmontés de fausses arcades en mitre décorant les angles de la tour.
Légèrement en saillie entre les contreforts, le portail est surmonté d'une terrasse avec balustrade décorée de quatre-feuilles et de mouchettes. Largement ébrasé, il comporte sept voussures disposées sur un plan biais et qui portent des culs-de-lampe, les trois voussures principales étant ornées de niches à dais garnies de statuettes d'anges couronnés dans l'attitude de l'adoration et les quatre secondaires ornés de rinceaux de feuillages. Le tore extérieur se relève en une accolade ornée de choux frisés, et amortie d'un fleuron. Cette accolade est surmontée d'un gable, qui, au lieu de lui être tangent, présente la particularité de couper au-dessus d'elle les hauts pinacles encadrant l'entrée.
Les baies géminées du grand portail étant trop étroites pour laisser passer le dais de la procession, leur trumeau central et leur tympan sont démolis en 1820 avant d'être restitués de 1866 à 1870 par l'architecte diocésain Bigot qui choisit une autre iconographie. La baie d'entrée est divisée en deux par un trumeau auquel était adossée, avant 1793, la statue équestre en kersanton du duc de Bretagne Jean V de Bretagne (donateur important de la cathédrale). Bigot y a substitué en 1866 une figure du Christ foulant aux pieds un dragon, bénissant de la dextre et tenant le globe dans la main gauche, œuvre du sculpteur lorientais M. Le Brun qui s'est clairement inspiré des grandes cathédrales gothiques, à commencer par la cathédrale Notre-Dame d'Amiens. Le tympan jadis plein est désormais ajouré et orné d'une rosace rayonnante aveugle, flanquée de roses plus petites.
C'est dans le gable couronnant le portail que s'étale, selon l'archiviste Le Men, « la plus belle page héraldique que le Moyen Âge ait gravée en Bretagne, sur le granit de ses monuments » : au centre trône le lion de Montfort assis, coiffé d'un casque sommé de deux cornes pour cimier et orné de lambrequins, tient de la patte gauche, l'écu carré de Jean V, et, de la patte droite, la hampe de la bannière de Bretagne au haut de laquelle flotte une banderolle qui porte la devise ou « cry de guerre », de ce duc : « Malo au riche duc ». À droite de ces armoiries, est l'écusson en losange de Jeanne de France (parti de Bretagne et de France), mariée en 1396 au duc Jean V. Il est soutenu par deux colombes.
Trois autres écus sans timbres, dont l'un est posé sur un lion couché, sont placés l'un à gauche, et les deux autres au-dessous des armes du duc. Ils représentent les trois fils, alors en bas âge, de Jean V et de Jeanne de France. Dans l'angle inférieur du fronton, à gauche, sont les armes de l'évêque Bertrand de Rosmadec. À l'angle opposé du même fronton, à droite, est un écu couché de Guillaume de Rosmadec, père de l'évêque Bertrand, timbré d'un casque sur son angle sénestre, sommé d'un cygne pour cimier et orné de lambrequins. En dehors du fronton triangulaire, est représentée toute la noblesse cornouaillaise avec ses écus et cartouches portant leur devise. Bien que bûchés à la Révolution, il a été possible de restituer cet armorial qui était coloré et doré.
Au sommet de cette façade, est placée la statue équestre du roi Gradlon qui, selon la légende, aurait fait don de son palais au bord de l'Odet, situé à l'emplacement de l'actuelle cathédrale, à l'ermite Corentin pour y construire le sanctuaire. Une première statue du XVe siècle, en plomb, est détruite par les Sans-Culotte le 12 décembre 1793, pendant la Révolution française. Dans le contexte de renouveau culturel et de quête identitaire que connaît la Bretagne au milieu du XIXe siècle, le congrès de l'Association bretonne tenu à Quimper en 1847 lance l'idée du rétablissement de la statue équestre. L'architecte diocésain Joseph Bigot parvient à restituer une nouvelle statue, en granit, réalisée par le sculpteur Le Brun sur un modèle du statuaire Amédée Ménard, et inaugurée le 10 octobre 1858. D'un traitement naturaliste, Gradlon veillant sur la ville est représenté sur son cheval Morvarc'h et avec tous les attributs de sa royauté : couronne sur la tête, sceptre dans la main droite, cape, collier en or autour du cou, épée sur le côté.

#### Transept
Le porche sud a été réalisé par l'atelier ducal du Folgoët.

### Intérieur

#### Chœur

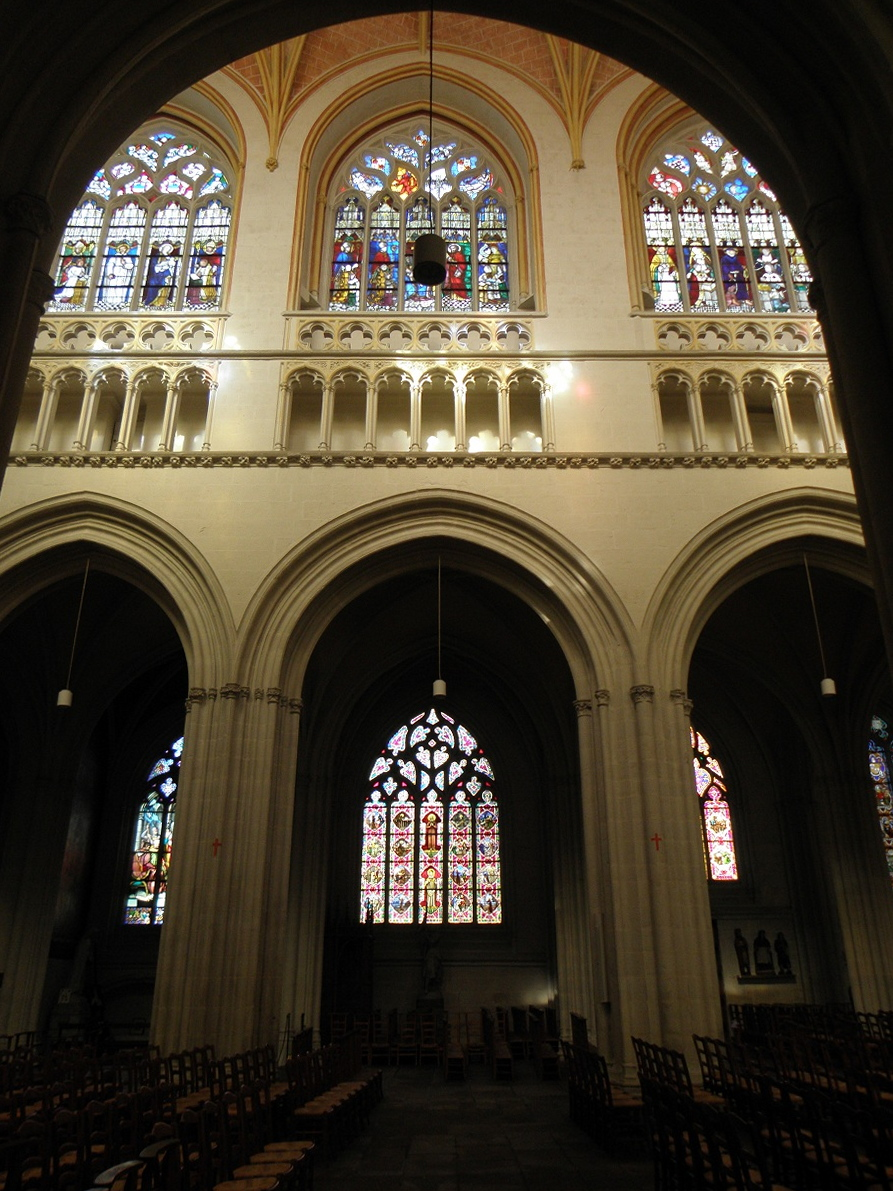
Élévation.

Le chœur à quatre travées droites avec bas-côté et chapelles latérales est prolongé par un rond-point avec déambulatoire ouvrant sur cinq chapelles rayonnantes et une chapelle axiale consacrée à la Vierge, le tout mesurant 30 mètres de long. La nef est composée d'une travée précédant le portail et de cinq travées avec deux collatéraux, l'un large, l'autre étroit et fractionné tardivement en chapelles latérales dont les autels sont supprimés depuis 1790.
Les travées du chœur traduisent l'influence normande au XVIe siècle : multiplication verticale des colonnettes dont la taille est réduite, foisonnement de nervures simples dans la mouluration des arcades au profil aigu, frise peu débordante au-dessus des grandes arcades, baies du triforium aveugle contenues dans un cadre, fenêtres hautes assez étroites.
Le maître d'œuvre rompt avec la mode anglaise qui superposait une élévation à trois étages avec des grandes arcades, un haut triforium à arcades géminées et des fenêtres peu élevées. Il choisit une élévation à trois niveaux dans la nef, mais avec des grandes arcades en ogive surbaissée, une double galerie composée d'un court triforium en bande (la longueur des travées étant inégale, le triforium comporte cinq ou six arcs brisés à réseau d'intrados trilobé) et d'une galerie supérieure (le garde-corps de cette galerie étant ajouré de six ou sept quadrilobes), enfin des fenêtres trois fois plus hautes que le triforium. L'élévation dans les quatre travées du chœur diffère par un triforium et une galerie de circulation qui sont placées devant les fenêtres hautes.
Les grandes arcades sont surmontées d'une frise richement ornée dont les motifs sculptés mêlent végétaux, figures animales, petites arcatures et quatre-feuilles, attestant une probable influence normande.

### Vitraux

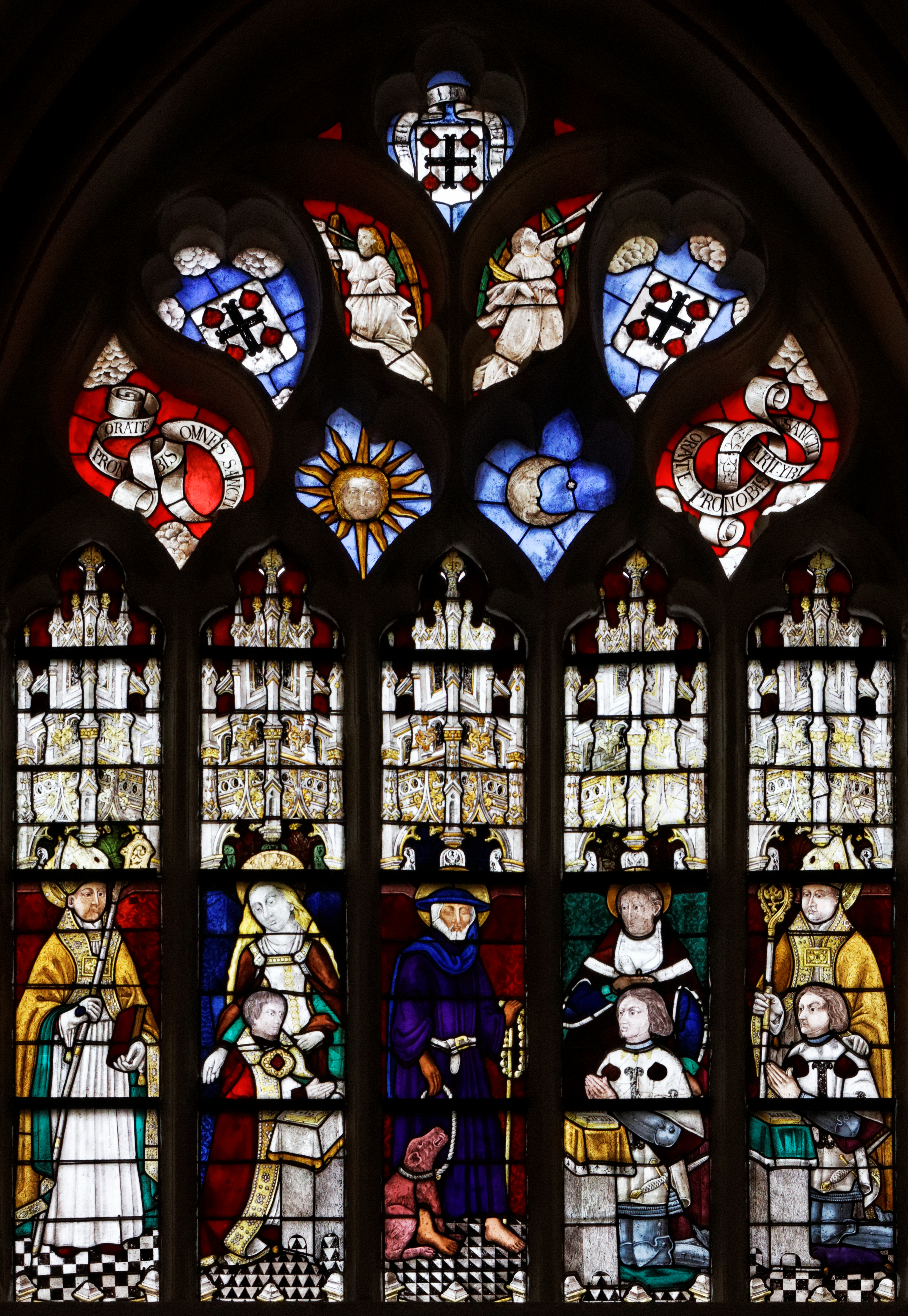
Verrière de la famille du Dresnay, dans la 4e travée de la nef.

Les vitraux de la cathédrale de Quimper composent un ensemble particulièrement riche ; cependant, cet ensemble apparaît au visiteur du XXIe siècle gravement mutilé : toutes les verrières basses anciennes ont été perdues ; quant aux verrières hautes, une grande part d'entre elles est, au moins en partie, ancienne, mais les restaurations menées depuis le XIXe siècle, très lourdes, rendent difficile la distinction entre les éléments anciens et modernes. La plupart des verrières anciennes conservées, au moins en partie, remontent aux travaux du XVe siècle. L'ensemble des vitraux des parties hautes ont été déposés en 1942, puis reposées dans les années 1950-1960.

#### Les verrières hautes

##### Le chœur
Les verrières hautes du chœur ont été exécutées vers 1415–1417, alors que les voûtes du haut chœur étaient en voie d'achèvement. Il subsiste assez peu de panneaux intacts de cette période, mais le programme iconographique demeure lisible : la baie axiale figurait un Calvaire autour duquel s'alignaient des saints abrités par des niches d'architecture figurée, accompagnés de donateurs clercs (au nord) ou laïcs (au sud). Ces donateurs, issus de l'aristocratie cornouaillaise sauf pour les vitraux du rond-point offerts par le duc Jean V de Bretagne et de son épouse Jeanne de France (1391-1433), ont choisi leur saint, d'où des redites dans le programme ; en outre, ils avaient initialement fait figurer leurs armoiries au tympan des verrières. On peut reconnaître plusieurs factures différentes, ce qui indique l'intervention d'au moins quatre ateliers : certains utilisent plus que d'autres le jaune d'argent ; les structures des dais sont assez différentes d'une baie à l'autre. Quoi qu'il en soit, ces verrières présentent des différences avec les principales productions connues de la période, la maîtresse-vitre de l'église de Runan due à un maître verrier trégorois et les vies de saint Gilles et de saint Nicolas, à Malestroit, de facture rennaise, ce qui semble indiquer la présence à Quimper d'un centre artistique actif avec plusieurs ateliers de verriers au début du XVe siècle.
Le Calvaire de la verrière d'axe ainsi que les deux fenêtres immédiatement latérales, abîmées, sont remplacées par le maître-verrier Julien-Léopold Lobin en 1856. En 1866, Antoine Lusson restaure les verrières des travées droites ; il n'intervient guère sur celles du nord, encore en bon état, mais change de nombreux panneaux des baies méridionales. Après ce travail de restauration, les vitraux de Lobin juraient, et Lusson est chargé de les remplacer par des copies des anciennes, dont certains panneaux étaient conservés à la cathédrale ; le Calvaire de Lobin est installé par la suite à l'église Saint-Idunet de Châteaulin. Les verrières ont fait l'objet d'une nouvelle restauration en 1989–1993 par les ateliers Le Bihan, pour les verrières nord, et Messonet, pour les verrières sud. Quant aux panneaux anciens, ils demeurent probablement dans le fonds d'atelier Lusson jusqu'à la mort de son successeur, Pierre-Georges Bardon, en 1905. Ils sont alors dispersés, la Crucifixion est remontée dans la chapelle du château de Castelnau-Bretenoux, tandis que les autres éléments, plus fragmentaires, transitent dans des collections normandes avant de parvenir à Paris où ils sont aujourd'hui conservés en mains privées. D'autres fragments, notamment des têtes issues de diverses baies, sont réapparues en 2006, dans une autre collection privée du sud-ouest de la France.

##### Le transept et la nef

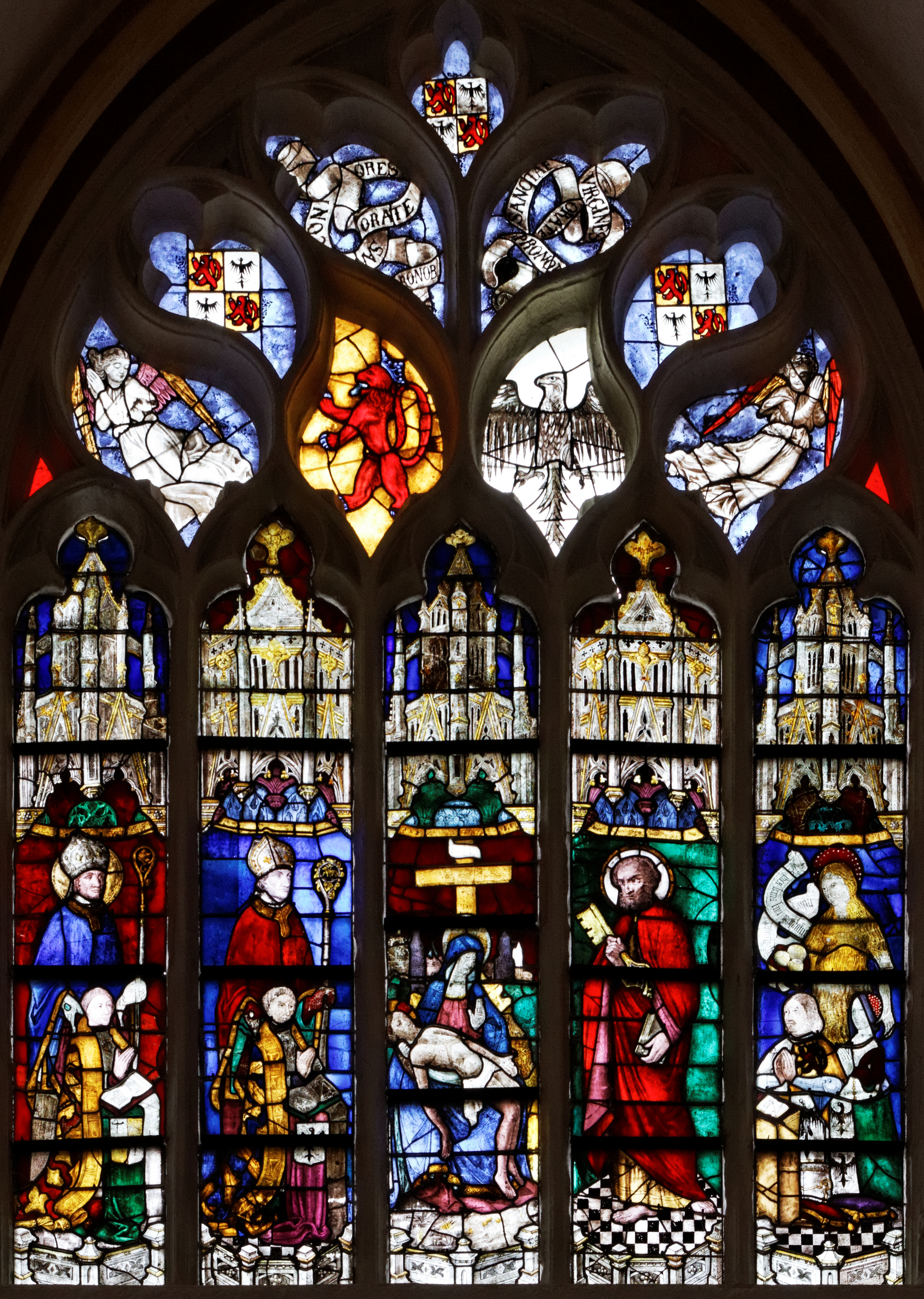
Verrière des Kerloaguen, dans la 4e travée de la nef.

Les verrières du transept et de la nef ont quant à elles été exécutées à la fin du XVe siècle, après l'achèvement de la construction de ces parties du monument, sans doute après 1493 et la pose des voûtes de la nef. L'une d'entre elles, sur le mur est du bras sud du transept, porte une inscription avec la date de 1496 ; cependant, deux des lancettes ne font pas partie du programme initial choisi par les donateurs de la famille de Tréanna et ont été ajoutées postérieurement : celles représentant le Christ ressuscité et la Charité de saint Martin, cette dernière provenant peut-être d'une verrière basse dans les chapelles de la nef. Le choix iconographique d'une longue suite de portraits de saints sous des dais d'architecture a été maintenu, sauf dans les baies 116 et 127, cette dernière étant un remploi provenant peut-être d'une fenêtre basse. Malgré l'unicité du programme iconographique, le transept et la nef se distinguent du chœur par les coloris du vitrail, nettement plus soutenus à la fin du XVe siècle du fait de l'évolution des goûts et de la technique du vitrail. Certaines verrières présentent des similitudes stylistiques avec d'autres vitraux de l'époque : avec la grande verrière de la Passion de Locronan, avec des vitraux de Notre-Dame de Kerdévot, avec des panneaux de l'église de Brennilis, et enfin avec les verrières réalisées par Laurent et Olivier Le Sodec à Plogonnec et à Notre-Dame de Kerfeuteun à Quimper pour la verrière offerte par Jean Le Baillif dans le transept.
Les verrières ont plus souffert du passage du temps que celles du chœur et sont donc moins authentiques. Les vitraux ont été restaurés par l'atelier Le Bihan en 1995.

#### Les verrières basses
La quasi-totalité des verrières basses est postérieure à la Révolution française : certaines fenêtres étaient obturées, et d'autres qui avaient eu des verrières anciennes, les avaient vues remplacées par des vitreries blanches dès le XVIIe siècle. Un grand chantier visant à constituer un ensemble de vitraux pour les verrières basses est engagé par René-Nicolas Sergent, évêque à partir de 1855. Cet effort se poursuit jusque dans les années 1900. Il permet à la cathédrale de Quimper de posséder aujourd'hui des vitraux de plusieurs peintres verriers renommés de la deuxième moitié du XIXe siècle : Julien-Léopold Lobin, Auguste Steinheil, Émile Hirsch, Eugène-Stanislas Oudinot, Georges-Claudius Lavergne... Des commandes plus récentes viennent compléter cet ensemble : Hubert de Sainte-Marie dans les années 1950, puis Jean-Jacques Gruber en 1980 pour le vitrail du baptême, Josette Mahuzier et Anna Stein dans les deux dernières décennies du XXe siècle.

### Mobilier
La cathédrale de Quimper conserve un riche patrimoine mobilier dont vingt-huit éléments sont protégés au titre des monuments historiques : un autel médiéval, la chaire à prêcher, l'orgue, une demi-douzaine de dalles funéraires, ainsi que des statues, reliefs et groupes sculptés et une cloche du XIVe siècle.
Au XIXe siècle, par l'impulsion du dogme de l'unité de style, théorisé par Eugène Viollet-le-Duc, une partie du mobilier va être réparties entre plusieurs édifices ou couvents de la ville, ainsi que dans des paroisses finistériennes. C'est alors que la cathédrale va être dépouillée de sa statuaire baroque et néo-classique, ainsi que de ces grandes peintures durant le début de la deuxième partie du siècle.

#### Dalles funéraires

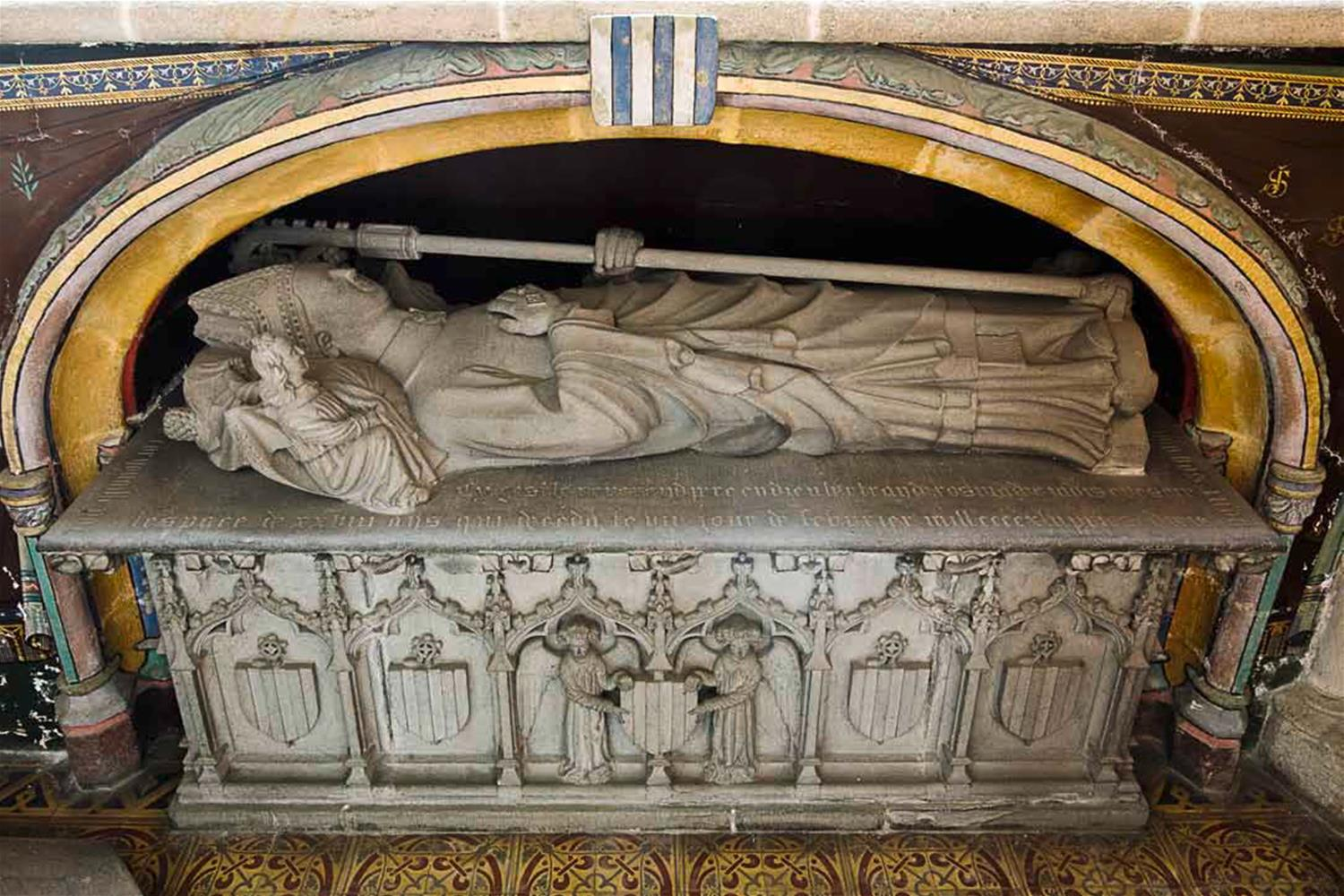
Tombeau de Bertrand de Rosmadec, évêque de Cornouaille.

La cathédrale abrite un ensemble de dalles funéraires, dont six sont protégées au titre des monuments historiques depuis le 4 décembre 1914. La plus ancienne est celle d'Even de la Forest, évêque de Cornouaille de 1283 à 1290. Réalisée en 1296, cette pierre tombale est une dalle sculptée en relief, figurant le défunt identifié par une épitaphe en latin. La suivante par ordre chronologique est celle de Geoffroy Le Marhec, évêque de Cornouailles de 1357 à 1383. Située sous un enfeu, dans une chapelle du déambulatoire, elle a sans doute été réalisée dans le quatrième quart du XIVe siècle, compte tenu de la date de décès du défunt, identifié par une inscription.
Suit Gatien de Monceaux, évêque de 1408 à 1416, dont la dalle de pierre est également abritée par un enfeu dans une chapelle ; là encore, on voit une effigie du défunt. Son successeur, Bertrand de Rosmadec, a également une dalle funéraire à son effigie, dans une chapelle du déambulatoire. Un dernier évêque est identifié par une dalle funéraire : Raoul Le Moël, évêque de 1493 à 1501, dont le tombeau se trouve dans un enfeu de la chapelle baptismale, au bas-côté gauche de la nef. Enfin, à ces évêques s'ajoute un chanoine, Pierre de Quinquis, dans un enfeu d'une chapelle du déambulatoire. Le défunt représenté en effigie est mort en 1459.

#### Chaire à prêcher

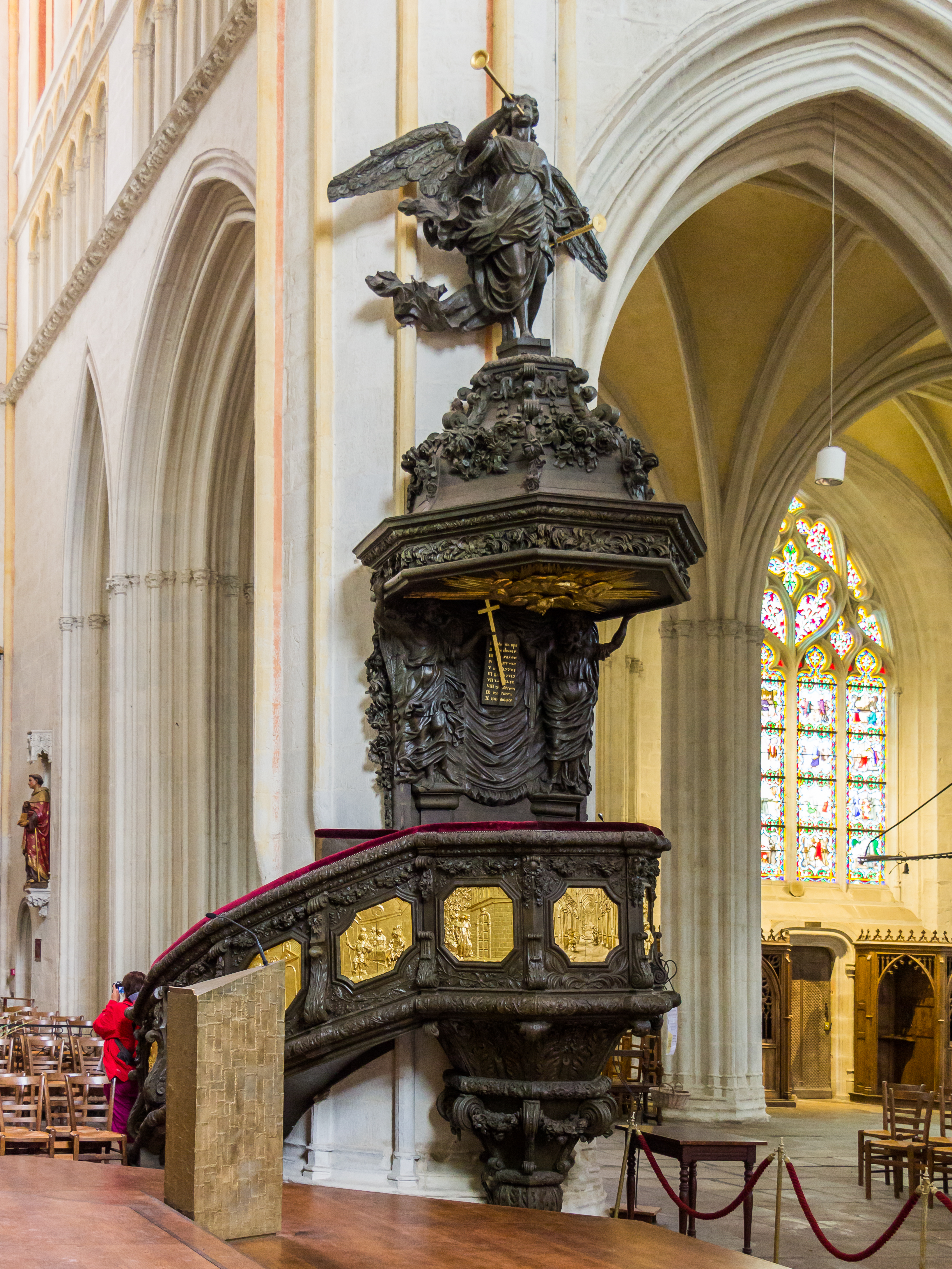
La chaire à prêcher.

La chaire à prêcher de la cathédrale a été classée au titre des monuments historiques en même temps que les dalles funéraires. Sculptée et construite en 1679–1680 par le sculpteur Olivier Daniel et le menuisier Jean Michelet, elle est ornée de scènes de la vie de saint Corentin. L'ensemble est fait de bois, les scènes hagiographiques ont été dorées.

#### Sculptures

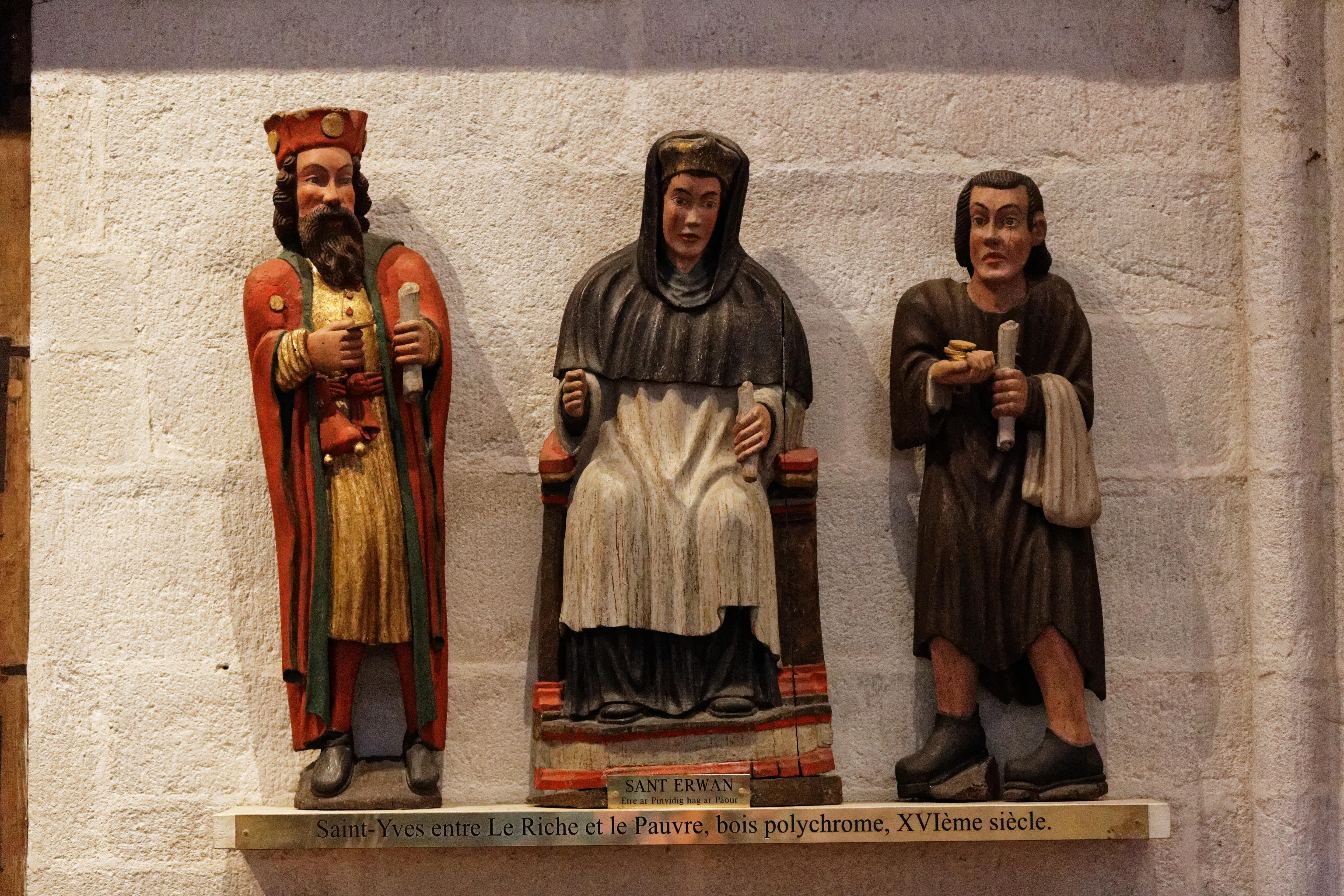
Saint Yves entre le riche et le pauvre.

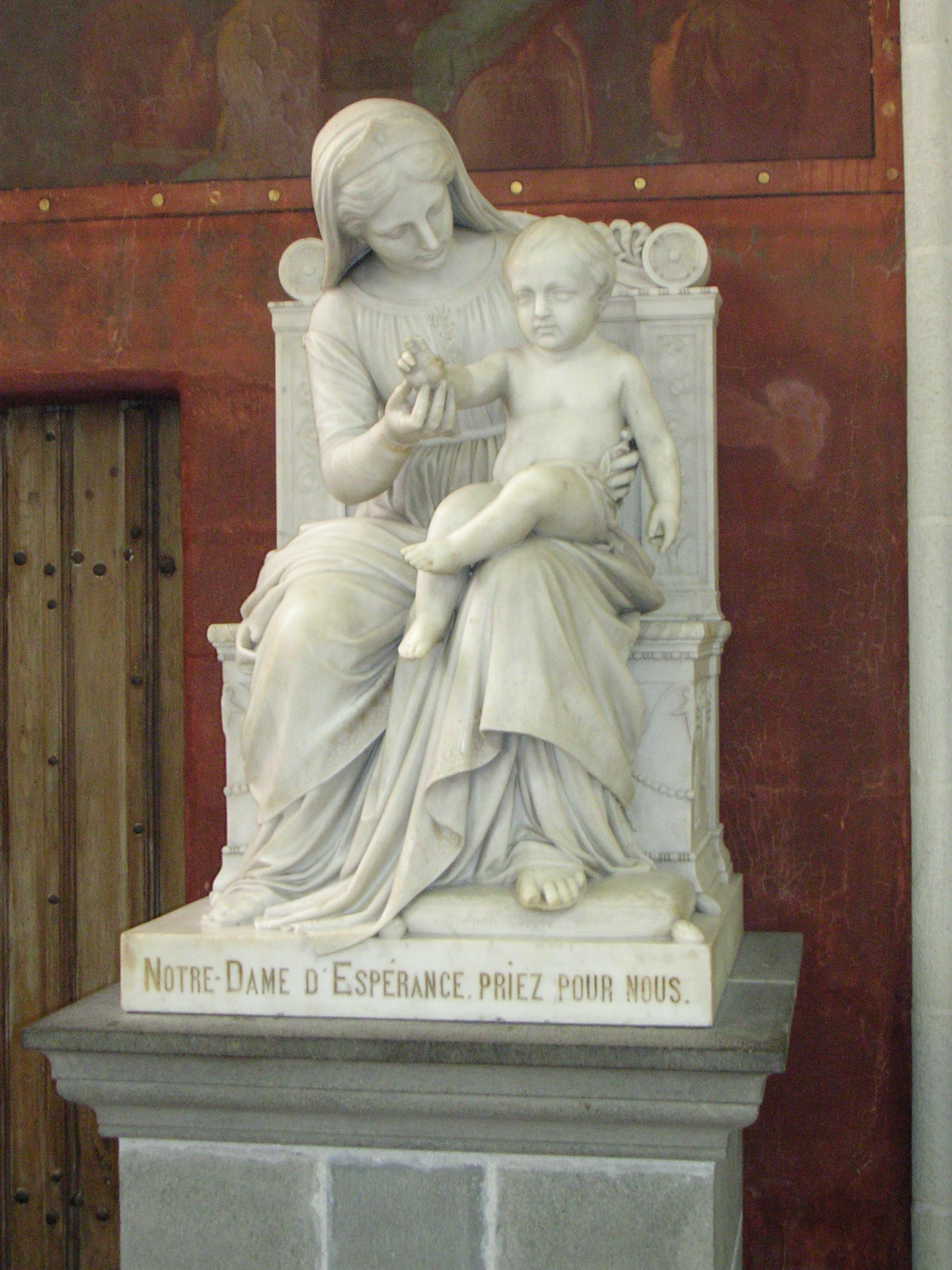
Notre-Dame d'Espérance.

La cathédrale abrite également de nombreuses sculptures, dont six sont protégées au titre des monuments historiques. La plus ancienne est une tête de Christ en bois qui a pu être produite au XIIe ou XIIIe siècle. Conservée dans la première chapelle nord de l'édifice, elle est classée au titre des monuments historiques depuis le 10 mai 1995.
Plusieurs objets protégés remontent au XVIe siècle. C'est notamment le cas d'un groupe sculpté en ronde-bosse, en bois polychrome et doré, qui représente sainte Anne et la Vierge enfant. D'une hauteur d'environ 70 cm, cet ensemble est conservé dans la deuxième chapelle au sud de la travée droite de chœur. Il est classé au titre des monuments historiques depuis le 4 décembre 1914.
De la même époque date un groupe sculpté en bois polychrome représentant saint Yves Hélory de Kermartin entre le riche et le pauvre. Composé de trois statuettes d'un peu plus d'1 m de haut, cet ensemble est classé depuis le 26 septembre 2000.
Contemporain des deux précédents, un haut-relief d'albâtre représente saint Jean Baptiste. Il est considérablement plus haut que les précédents, mesurant 2,15 m. Conservé dans la chapelle des fonts baptismaux, il est classé au titre des monuments historiques depuis le 8 novembre 1901.
Dans le même matériau, un petit retable composé de panneaux en bas-reliefs date également du XVIe siècle. Placé sur l'autel d'une chapelle du déambulatoire, il représente le Christ entouré des quatre vertus théologales et est classé au titre des monuments historiques depuis le 4 décembre 1914.
Un peu plus tardive est une statue de saint Jean Discalceat, accompagnée d'un reliquaire : la statue de bois a été taillée au XVIIIe siècle et le reliquaire en laiton a été fabriqué au cours du siècle suivant. L'ensemble est inscrit au titre des monuments historiques depuis le 24 décembre 1990.
Parmi les sculptures de la cathédrale, au-dessus de la porte d’entrée de la sacristie, figure un décor médiéval représentant un personnage accroupi en interaction avec un oiseau. Cette représentation grotesque et grivoise, relevée par la presse locale, illustre la fantaisie des sculpteurs du Moyen Âge qui intégraient parfois des motifs satiriques ou humoristiques dans les édifices religieux. Des œuvres de ce type, dites grotesques ou obscènes, sont attestées dans de nombreuses églises gothiques en Europe.
Cette sculpture insolite est bien connue des Quimpérois, qui la mentionnent souvent lors des visites de la cathédrale. Elle est parfois citée comme un exemple de l’humour des bâtisseurs médiévaux, transmis par la tradition locale et régulièrement relevé dans la presse régionale.
Enfin, une statue en marbre de la Vierge à l'Enfant, appelée Notre-Dame de l'Espérance, est l'œuvre du sculpteur Auguste Ottin. D'une hauteur d'environ 1,22 m, elle est datée de 1846, est conservée le long du mur sud de la cathédrale et est classée au titre des monuments historiques depuis le 13 août 1996.

#### Peintures

##### Badigeons et débadigeonnages
C'est entre 1988 et 1999 lors de l'importante campagne de restauration de la cathédrale qu'il fut permis de redécouvrir la polychromie médiévale, et la chronologie des décors successifs.
Si le XVe siècle offre une vive polychromie, la décoration picturale devient plus claire en 1639, puis les différentes interventions laissent apparaître les différents goûts pour la peinture, allant des murs nus à ceux simplement badigeonnés. Les badigeons avec le temps, la fumée, et la suie des cierges sont devenus gris. Les voûtes de la nef ne laissaient apparaître qu'un faux appareil à fond blanc et joints gris qui se retrouve du XIXe siècle au début du XXe siècle, un peu partout, d'une médiocrité totale réalisée sans aucune harmonie. La polychromie n'était présente qu'au travers des clefs de voûte et de rares peintures murales dont celles réalisées par Yan' Dargent (1824–1899), entre 1870 et 1883.
Ce mélange des genres, pierre nue et peintures néolithiques tenaient à l'importance des travaux de restaurations de l'architecte diocésain Joseph Bigot (1807–1894) entre 1850 et 1900, et qui réprouvait l'usage du faux appareil. On remarquait sur une photographie de la nef, datée de 1885 que les voûtes étaient simplement blanchies Bigot commença le débadigeonnage dans les années 1863 à 1867, c'est-à-dire quarante ans après le badigeon au lait de chaux réalisé vers 1820.
Ces décapages ayant été faits à l'époque avec des moyens non adaptés à la préservation des couches picturales sous-jacentes, plus rien ne restait des décors médiévaux, ni même des périodes suivantes. C'est par négligence que furent préservés dans des endroits difficiles d'accès un petit nombre de témoins précieux d'une époque à jamais perdue
Monsieur Le Men, archiviste à Quimper a décrit dans sa petite monographie sur la cathédrale les fragments de polychromie du XVe siècle qu'il a pu observer. Ce dernier en désaccord avec l'architecture sur la nécessité de leur restauration n'a obtenu gain de cause. Seuls les clefs et les écus des nervures ont été remis en couleur.

##### Période de la révolution
Le 12 décembre 1793, d'après plusieurs témoignage, un saccage des œuvres d'art de la cathédrale a été perpétré. Ce sont notamment des peintures qui sont brulées. Parmi celles-ci, Cambry indique dans son témoignage qu'ils ont « brulés de très bonnes copies, la Descente du Saint-Esprit d'après Charles Le Brun, Le Purgatoire d'après Pierre Paul Rubens ».
D'après l'érudit Louis Jacquelot du Boisrouvray, en 1840, subsistent « trois tableaux qui méritent qu'on s'y arrête ».

###### Descente de croixde Pieter Van Mol
Parmi celles-ci, Louis Jacquelot du Boisrouvray parle d'une grande Descente de croix (3,95 m x 2,55 m) qui fut attribué à Antoine van Dyck, Gaspard de Crayer et Artus Wolffort, a tour de rôles. Enfin, aujourd'hui il est retenu que c'est une des œuvres majeurs du maître anversois Pieter van Mol, établit à Paris en 1631 et fut nommé peintre ordinaire du roi puis d'Anne d'Autriche.
Ce tableau de grande inspiration du style de Pierre Paul Rubens, fut réalisé pour les minimes de Saint-Pol-de-Léon. Elle fut ensuite déplacée en 1769 dans la cathédrale de la même ville, à la suite de la fermeture du couvent. Pendant la Révolution, elle fut confisquée et transférée à Quimper en 1792 sur la demande du peintre François Valentin, voulant créer une école de dessin et un muséum dans le chef-lieu du Finistère. Elle échappa au saccage du 12 décembre 1793, puisqu'elle était conservée dans l'atelier de l'artiste. Valentin fit une restauration de l'œuvre en 1802–1803. Ce n'est que vers 1830 qu'elle trouve une place d'honneur dans la cathédrale, au fond du chœur, sous la fenêtre haute d'axe. Elle fut ensuite déplacée dans unes des chapelles du bas-côté nord de la nef. Enfin, en 1881, l'évêque Édouard Mesguen en fit don au musée des Beaux-Arts de Quimper.

##### Le décor duXVIIesiècle
Fond blanc et joints rouge orangé tracés sur les voûtains. Cette décoration est datée par le fait que la cathédrale est décrite en mauvais état en 1630 et que des travaux furent entrepris avec plus tard (1640) la pose de la nouvelle tribune d'orgue. C'est l'année précédente que fut réalisée cette décoration
Les polychromie conservèrent une popularité jusqu'en 1639 à Quimper alors qu'elles avaient disparu plus tôt dans d'autres régions.

#### Table d'autel
Une table d'autel remontant au XIIIe siècle est conservée à la cathédrale. Une inscription indique qu'elle a été consacrée le 15 août 1295 par Alain Ribelin, probablement Alain Rivelen, évêque de Cornouailles de 1290 à 1320. Cette table d'autel est classée aux monuments historiques depuis le 4 décembre 1914.

#### Cloches
La cathédrale contient une sonnerie de six cloches de volée électrique en lancé-franc, répartie entre les deux tours ; les deux plus grosses, ou bourdons sont dans la tour sud, tandis que les quatre autres sont dans la tour nord :  
- Cloche 1 : Cécile-Joséphine ; 1,66 m de diamètre ; 3 000 kg ; refondue en 1837 par Briens Frères (Morlaix), Sib2 ;
- Cloche 2 : Marie ; 1,56 m de diamètre ; 2 200 kg ; fondue en 1880 par Bollée & Fils (Le Mans), Do3 ;
- Cloche 3 : Marie-Joseph ; 1,25 m de diamètre ; 1 098 kg ; fondue en 1923 par la fonderie Cornille-Havard (Villedieu-les-Poêles), Mib3 ;
- Cloche 4 : Eugénie ; 1,10 m de diamètre ; 805 kg ; fondue en 1923 par la fonderie Cornille-Havard (Villedieu-les-Poêles), Fa3 ;
- Cloche 5 : Marguerite-Marie ; 0,99 m de diamètre ; 564 kg ; fondue en 1923 par la fonderie Cornille-Havard (Villedieu-les-Poêles), Sol3 ;
- Cloche 6 : Marie-Corentin ; 0,90 m de diamètre ; 400 kg ; fondue en 2024 par la fonderie Paccard (Sevrier), La3 ;
- Cloche 7 : Pia ; 0,81 m de diamètre ; 305 kg ; fondue en 1923 par la fonderie Cornille-Havard (Villedieu-les-Poêles), Sib3[83].

Face à la dégradation du beffroi nord, il est décidé, en avril 2019, de ne plus faire sonner qu'Eugénie (la cloche 4) avec les 2 grosses cloches de la Tour Sud ; puis, les sonneries des cloches de la tour nord sont remplacées, à partir de décembre 2019, par des enregistrements, le temps de faire des travaux de consolidation. Après une campagne de restauration de la structure, les cloches ont sonné
à nouveau en décembre 2023, une 7e cloche nommée « Marie-Corentin » est venue compléter l'ensemble, un événement très rare, puisque cela n'est pas arrivé depuis 100 ans.
Outre les 6 cloches de volée, l'édifice possède également trois cloches fixes, autrefois reliées à l'horloge et situées sur la plateforme entre les deux tours, derrière la statue équestre du roi Gradlon : 
- Cloche +1 : Marie ; 0,97 m de diamètre ; fondue en 1312 ; Mib (provient de la chapelle Notre-Dame du Guéodet, détruite au début du XIXe siècle ; cette cloche est classée au titre des Monuments Historiques depuis le 28 janvier 1922[87]) ;
- Cloche +2 : 0,57 m de diamètre ; fondue en 1830 par Viel Aîné (Quimper), Lab ;
- Cloche +3 : 0,48 m de diamètre ; Sol[88]

Ce qui fait au total (avec les six cloches de volée) un ensemble campanaire de neuf cloches.

#### Orgue

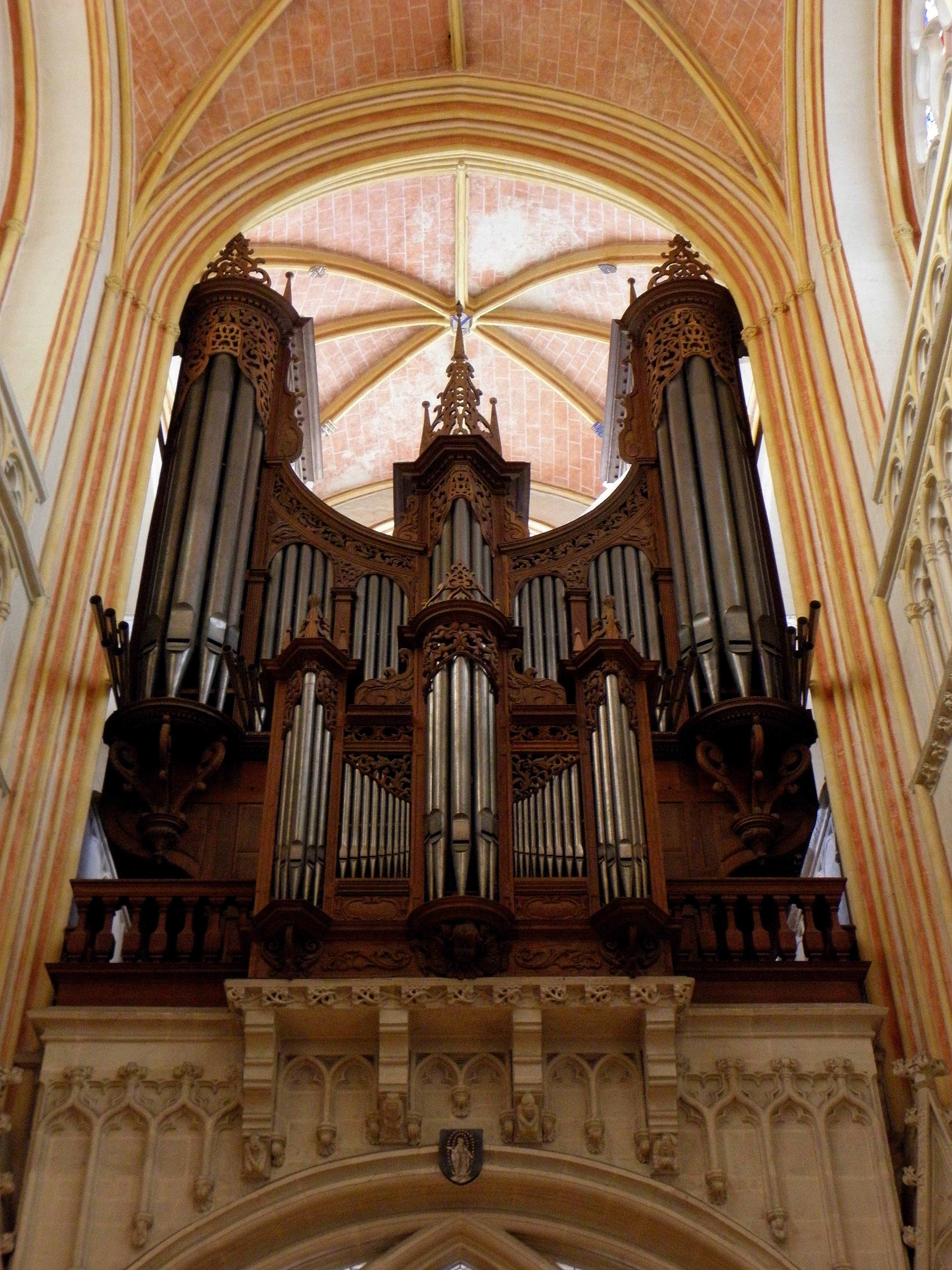
Les grande orgues.

La cathédrale de Quimper disposait dès le XVIe siècle d'un orgue construit en 1524 par Hervé Guillemyn. Il est remplacé par un nouvel instrument en 1643–1646 par Robert Dallam, facteur d'orgues anglais réfugié en France pour fuir son pays dominé par Oliver Cromwell, qui construit entièrement un nouvel instrument et son buffet. L'instrument est révisé plusieurs fois au cours des XVIIe et XVIIIe siècles, notamment à l'issue de la Révolution française : on lui ajoute alors plusieurs tuyaux provenant des Jacobins de Morlaix. Malgré une restauration en 1816, l'instrument se dégrade progressivement ; en outre il est de moins en moins au goût du jour. Il est assez lourdement restauré et transformé par Aristide Cavaillé-Coll en 1846 ; le facteur renommé conserve cependant le buffet de Dallam et une partie des tuyaux. De nouvelles restaurations ont lieu en 1900 et 1958–1971, qui suppriment presque entièrement la tribune XVIIe siècle. De cette époque ne subsistent aujourd'hui que le cromorne, quelques bourdons et des pieds d'anches, ainsi que le buffet avec la frise à rinceaux et le balcon à balustres de bois ; la plus grande partie de l'orgue remonte à Cavaillé-Coll et le reste aux facteurs intervenus au cours du XXe siècle.
Inscrit au titre des monuments historiques en 1989, l'orgue avec son buffet est classé au titre des monuments historiques en 1992.
<centre>
Composition
| Positif 56 notes   |
| Montre 8'          |
| Dessus de flûte 8' |
| Bourdon 8'         |
| Prestant 4'        |
| Flûte 4'           |
| Nazard 2 2/3'      |
| Doublette 2'       |
| Tierce 1 3/5'      |
| Larigot 1 1/3'     |
| Fourniture III     |
| Cymbale III        |
| Trompette 8'       |
| Cromorne 8'        |
| Tremblant          |

| Grand-Orgue 56 notes |
| Montre 16'           |
| Bourdon 16'          |
| Montre 8'            |
| Bourdon 8'           |
| Flûte harmonique 8'  |
| Viole de gambe 8'    |
| Prestant 4'          |
| Flûte 4'             |
| Grande Tierce 3 1/5' |
| Nazard 2 2/3'        |
| Doublette 2'         |
| Quarte 2'            |
| Tierce 1 3/5'        |
| Fourniture V         |
| Cymbale IV           |
| Chamade 8'           |

| Bombarde 56 notes |
| Grand Cornet V    |
| Bombarde 16'      |
| 1ere Trompette 8' |
| 2e Trompette 8'   |
| Voix humaine 8'   |
| Clairon 4'        |
| Tremolo           |

| Récit expressif 56 notes |
| Flûte harmonique 8'      |
| Bourdon 8'               |
| Gambe 8'                 |
| Voix céleste 8'          |
| Flûte octaviante 4'      |
| Octavin 2'               |
| Flageolet 1'             |
| Cornet IV                |
| Basson 16'               |
| Hautbois 8'              |
| Trompette 8'             |
| Voix humaine 8'          |
| Clairon 4'               |

| Pédale 30 notes |
| Bourdon 32'     |
| Soubasse 16'    |
| Flûte 16'       |
| Flûte 8'        |
| Flûte 4'        |
| Bombarde 16'    |
| Basson 16'      |
| Trompette 8'    |
| Clairon 4'      |

</centre>

## Galerie

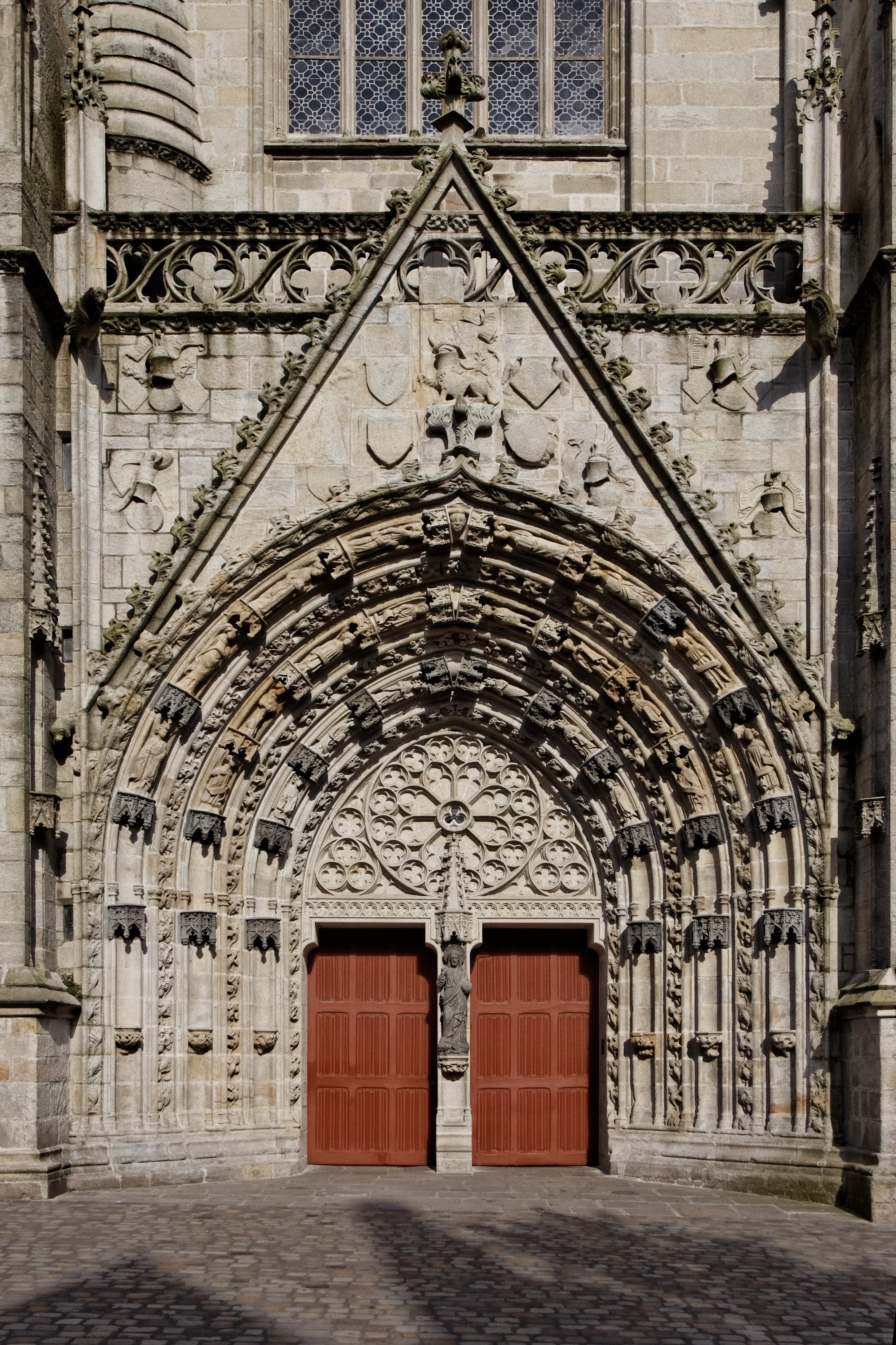
Le portail.
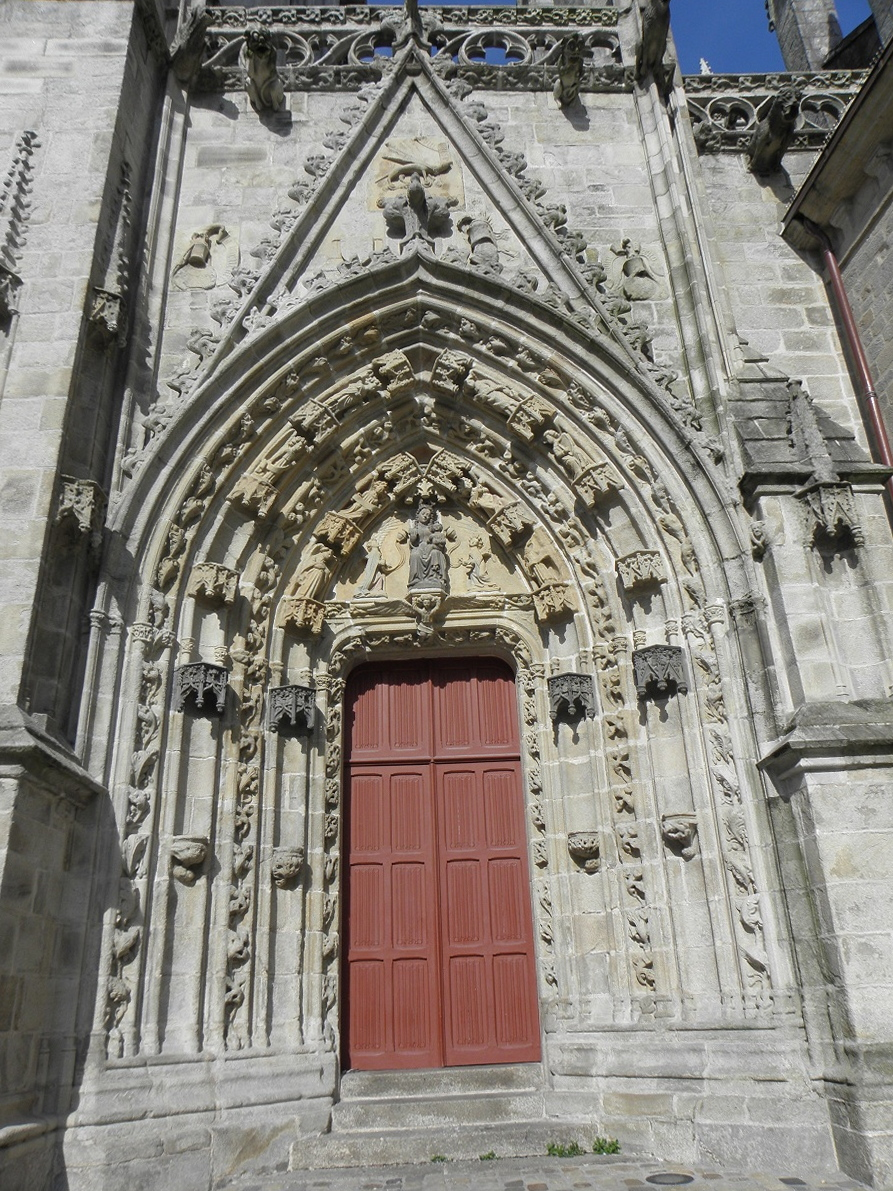
Le portail sud : « Portail de Notre-Dame » ou « Portail de Sainte-Catherine » orné d'une plate-bande à coussinets arrondis et d'un fronton armorié.
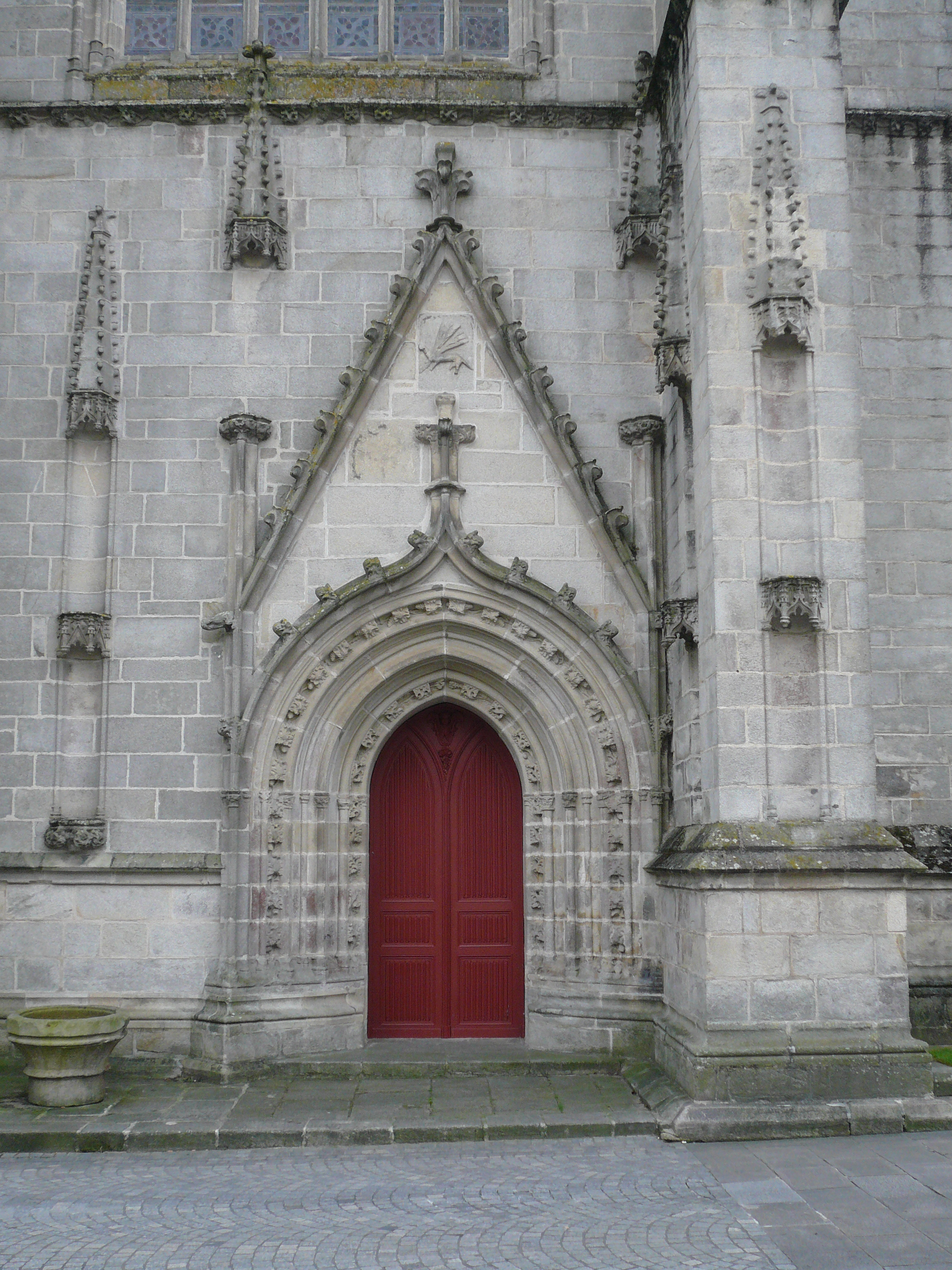
Le portail nord de Notre-Dame de la Chandeleur percé d'une baie en tiers-point et sans tympan, surmontée d'une accolade ornée de choux frisés et amortie par un fleuron.
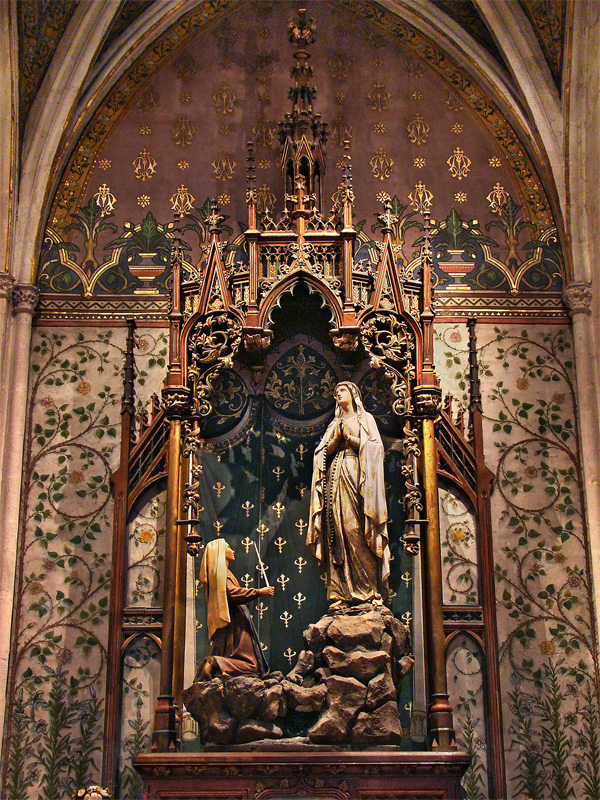
La chapelle Notre-Dame-de-Lourdes.
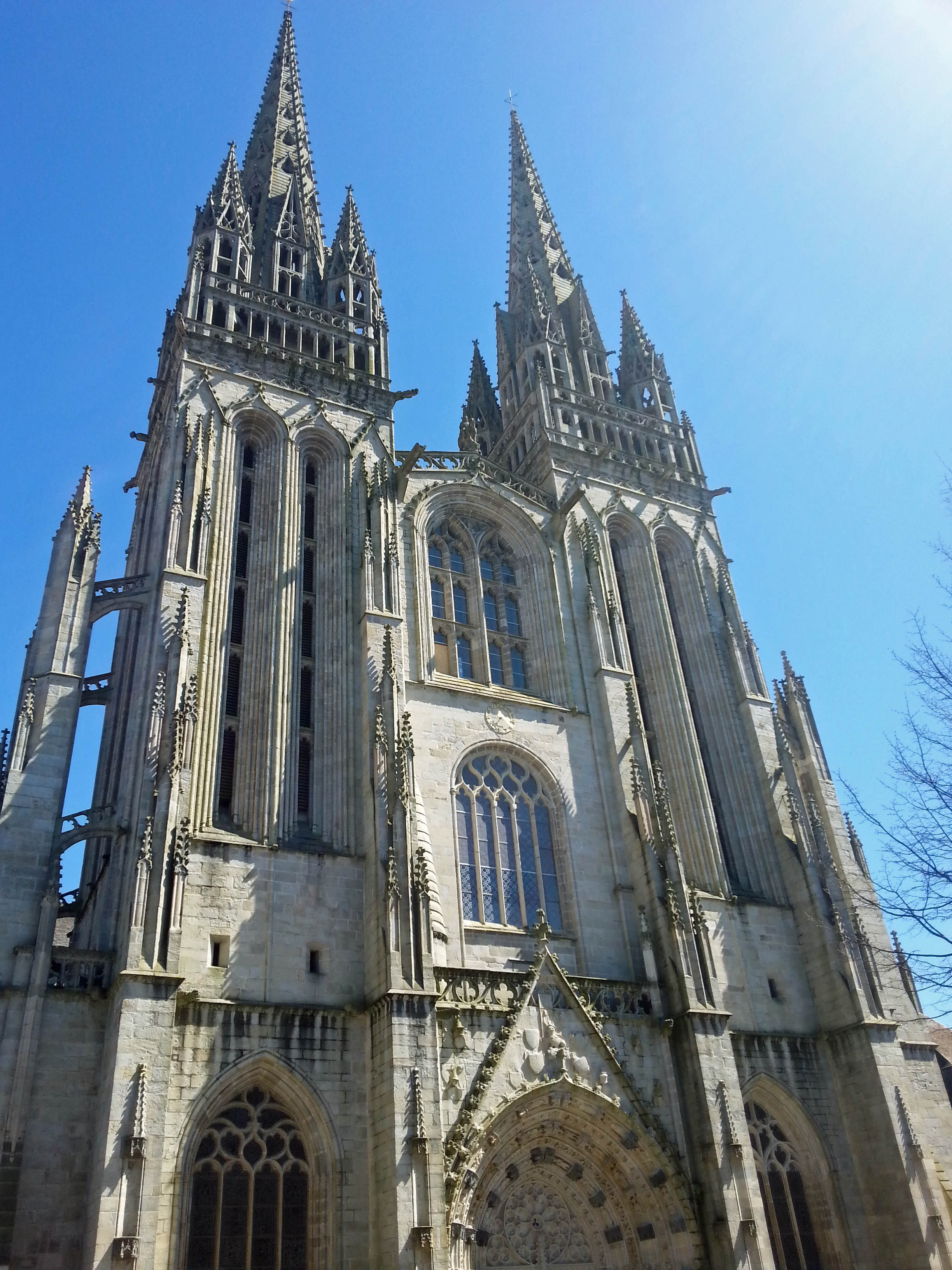
La façade ouest avec ses tours flanquées de baies géminées en plein cintre aux fenêtres entrecroisées de meneaux tréflés horizontaux, et surmontées d'une tribune.
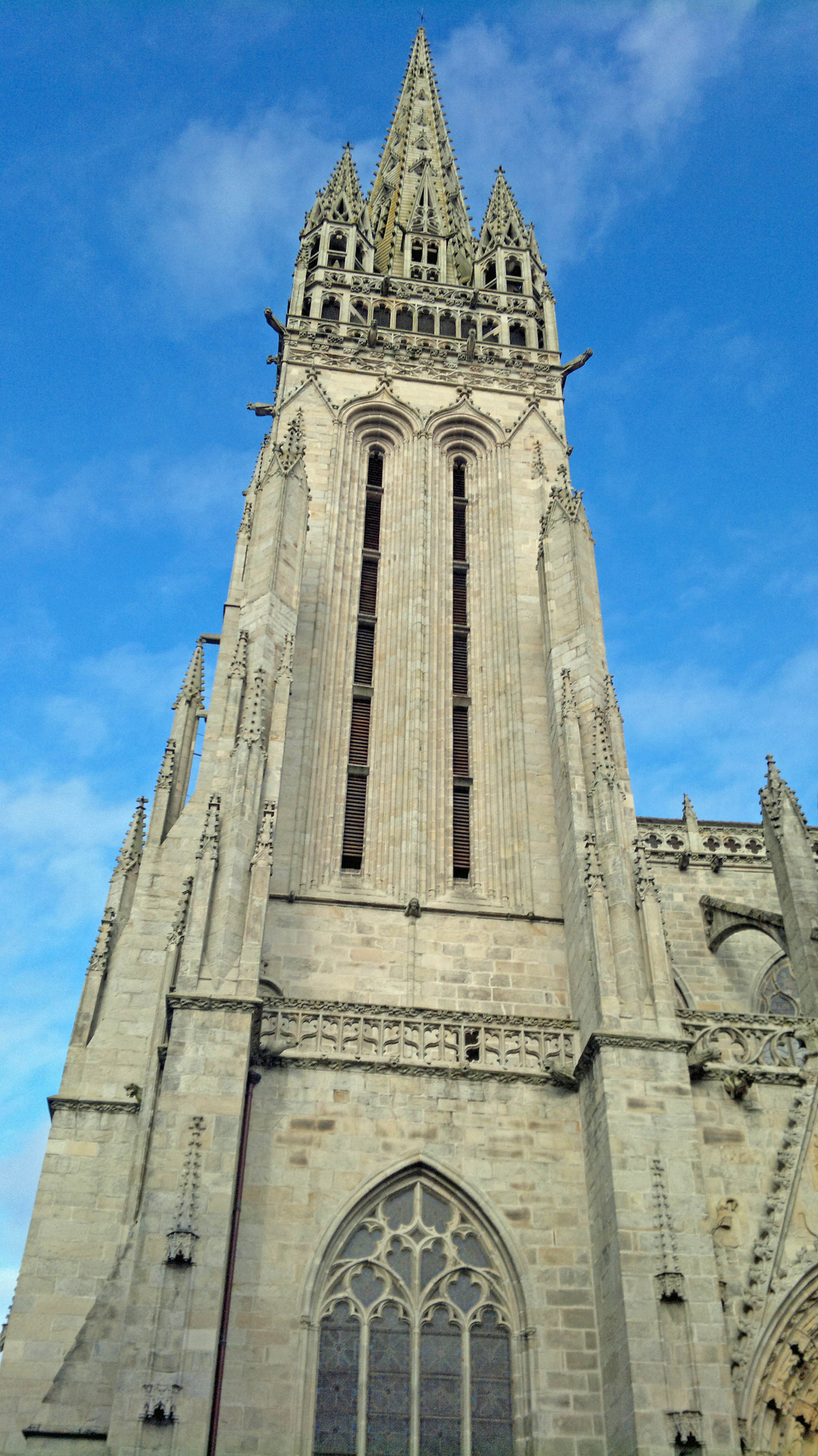
La flèche sud cantonnée de quatre clochetons d'angle et clochetons et sur chaque face cardinale d'une baies surmontée d'un haut gâble.
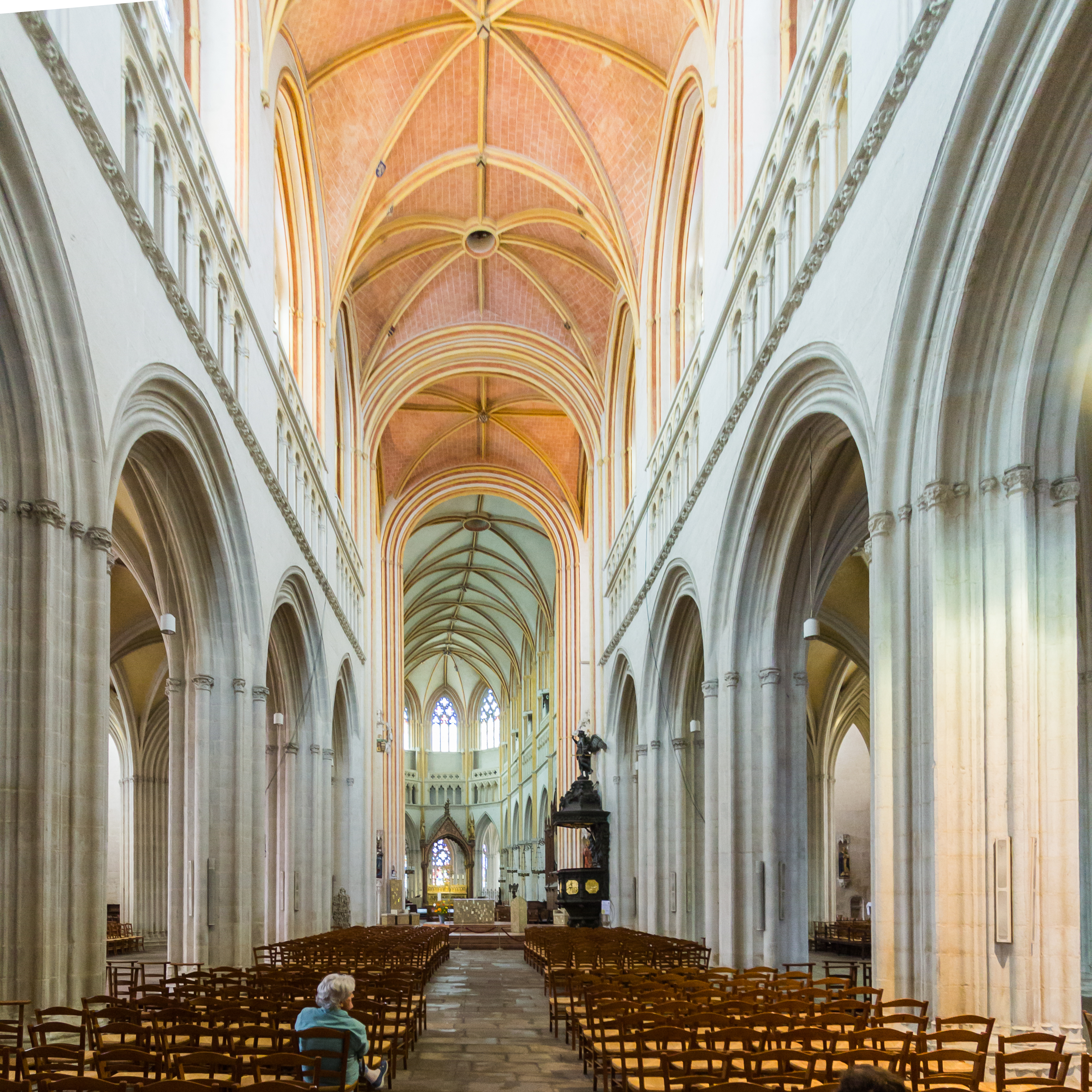
La cathédrale Saint-Corentin de Quimper (intérieur).
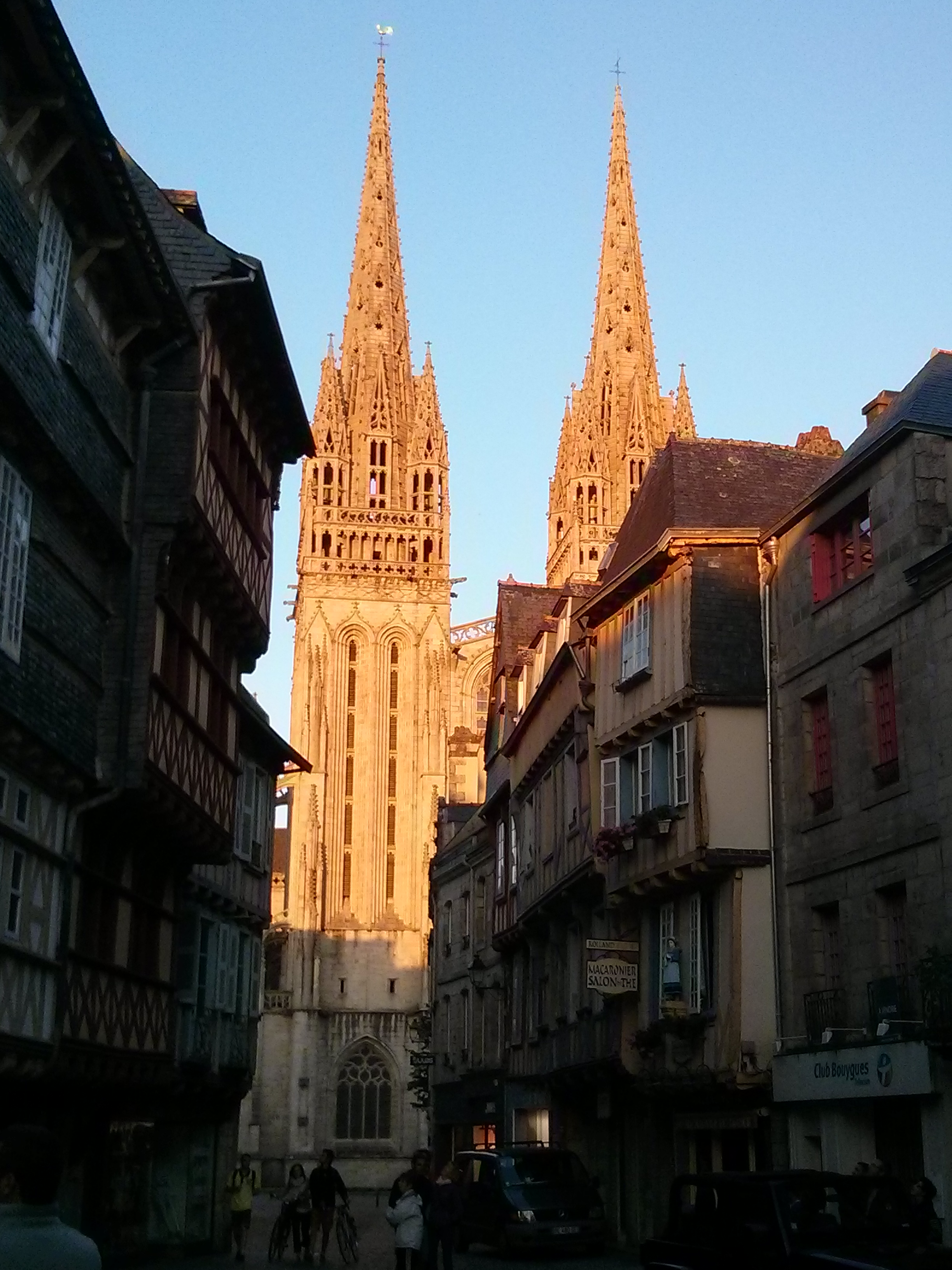
Les flèches de la cathédrale Saint-Corentin vues depuis la rue Kéréon.
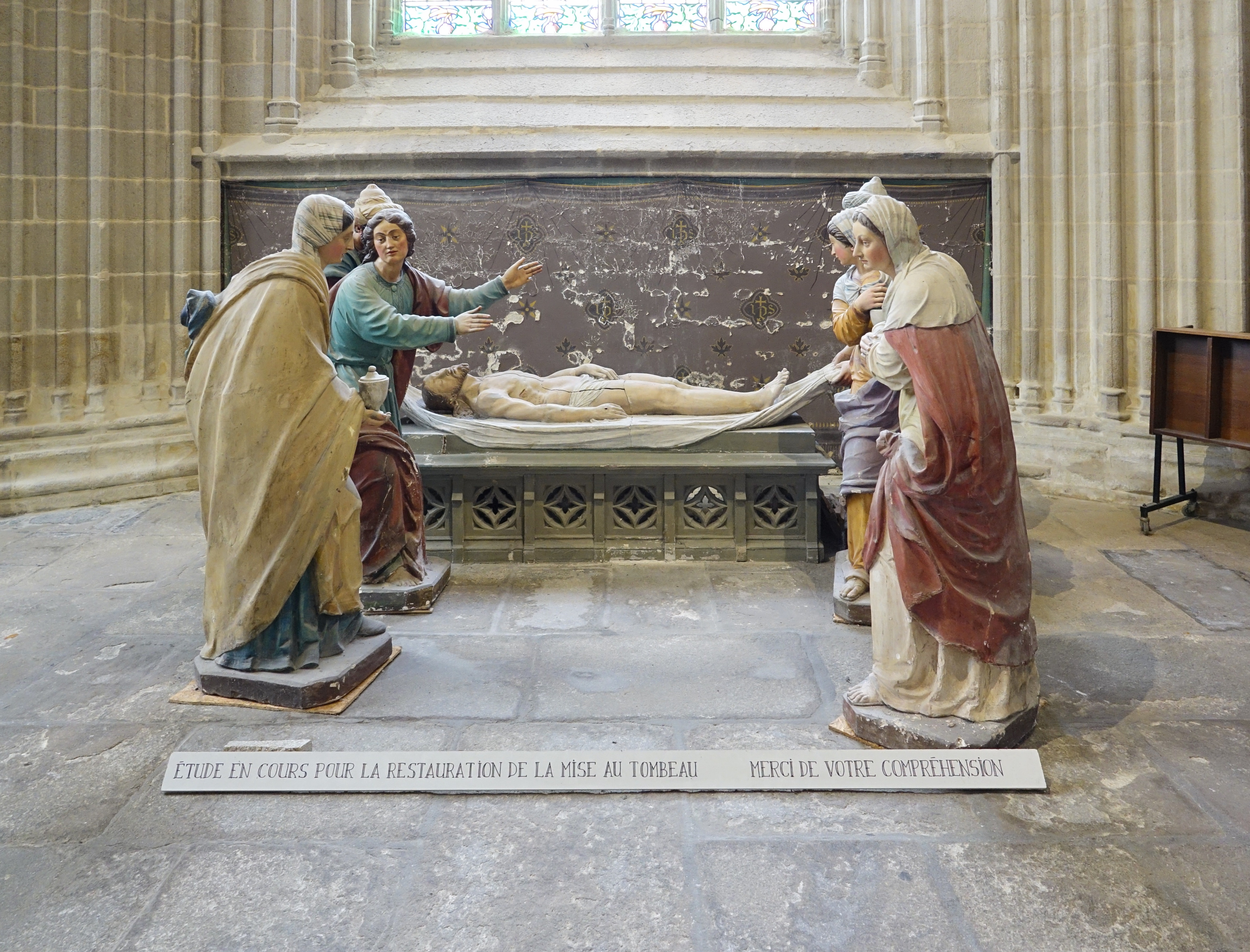
La mise au tombeau.